# Gothique international

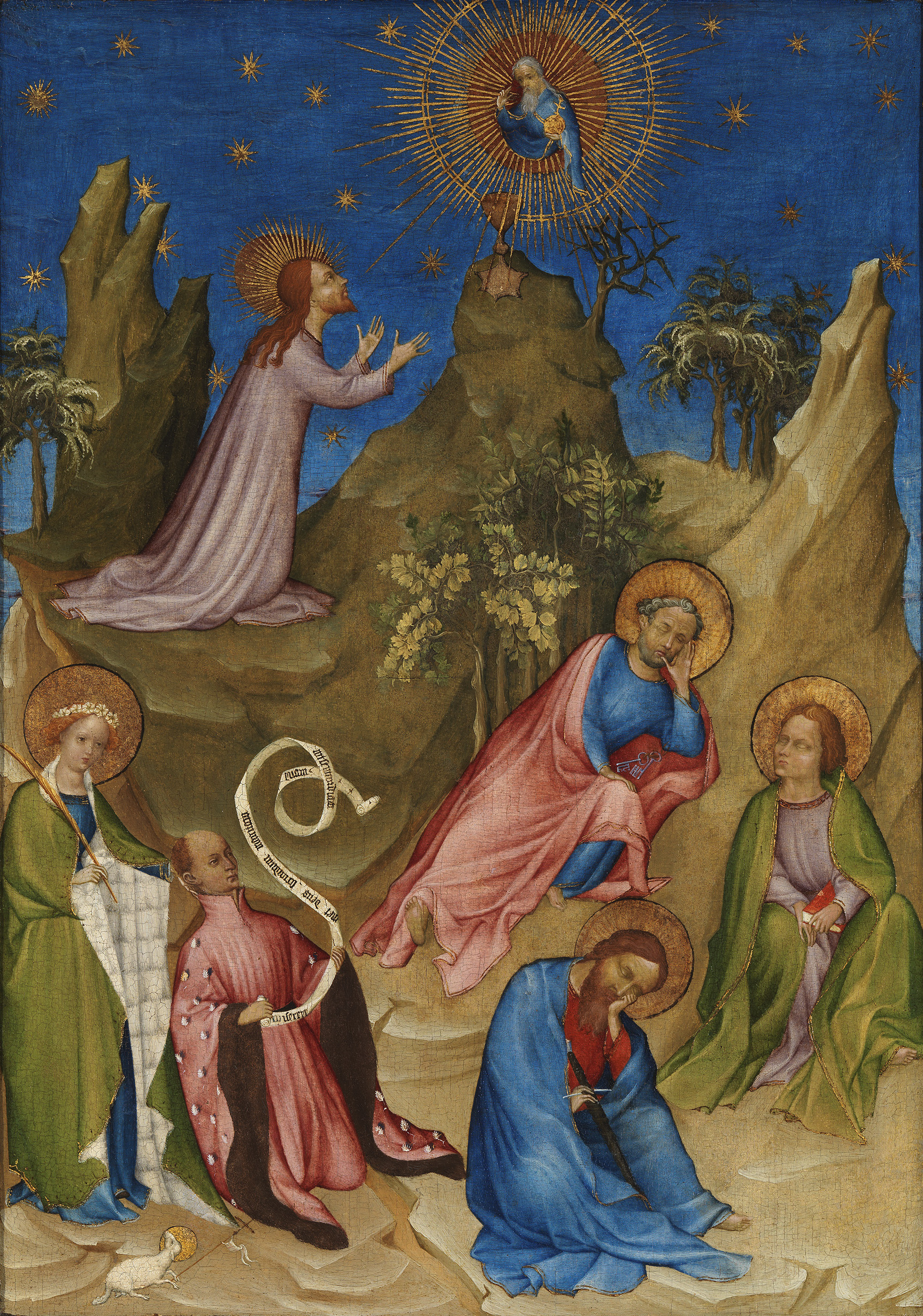
Colart de Laon (attribué à), Jésus au jardin des oliviers avec Louis Ier d'Orléans, vers 1405-1408, Madrid, musée du Prado

Le gothique international (ou style international, ou art européen vers 1400) est une phase tardive de l'art gothique qui s'est simultanément développée sur les terres franco-flamandes, en Bourgogne, en Bohême et dans le nord de l'Italie entre la fin du XIVe siècle et le début du XVe siècle avant de se propager largement à travers l'ensemble de l'Europe occidentale et centrale, justifiant ainsi le nom donné à cette période par l'historien d'art français Louis Courajod à la fin du XIXe siècle.
Ce style, nommé « weicher Stil », ou « style doux » en allemand, et influencé par l'esprit courtois dont témoigne également la littérature, est marqué par une recherche nouvelle de l'élégance précieuse, et se traduit par l'emploi de tons plus vifs, jouant volontiers sur des appariements de couleurs primaires, par un affinement des représentations humaines corrigeant les formes plus statiques et hiératiques du gothique, par une plus grande attention aux détails — par exemple des étoffes et des drapés — et à l'observation de la nature — notamment des végétaux et des animaux. D'un autre côté, le gothique international se fait aussi l'écho des inquiétudes de l'époque, et connaît une inspiration plus sombre, s'attachant à des représentations plus crues et saisissantes de la mort. L'art s'engage alors vers une relative sécularisation de ses fonctions, les œuvres ainsi produites pour une élite de cour pouvant annoncer les commandes bourgeoises qui se développeront au XVe siècle.
Historiquement, ce style peut être considéré comme la dernière manifestation d'un art du Moyen Âge cosmopolite, par opposition aux évolutions ultérieures qui distingueront, à partir du XVe siècle, d'un côté l'école italienne qui, poursuivant un mouvement amorcé par Giotto et certains de ses suiveurs, donnera lieu à la Première Renaissance, de l'autre l'école flamande, qui sera marquée de manière décisive et définitive par les innovations picturales d'Hubert et Jan van Eyck. En Europe du Nord, des continuations de ce style qualifiées de « gothique tardif », concernant tout particulièrement les éléments décoratifs, peuvent subsister jusqu'au XVIe siècle, dans la mesure où aucun terme alternatif n'a su s'imposer pour le remplacer avant la Renaissance. L'usage et l'extension du terme varient cependant quelque peu parmi les historiens d'art, certains préférant même le considérer, « à de nombreux égards, [comme] non réellement pertinent […] dans la mesure où il tend à aplanir les différences comme les détails de la transmission [artistique] ».

## Historique

### Origines

Simone Martini, Triptyque de l'Annonciation, 1333, 184 × 210 cm, Galerie des Offices, Florence

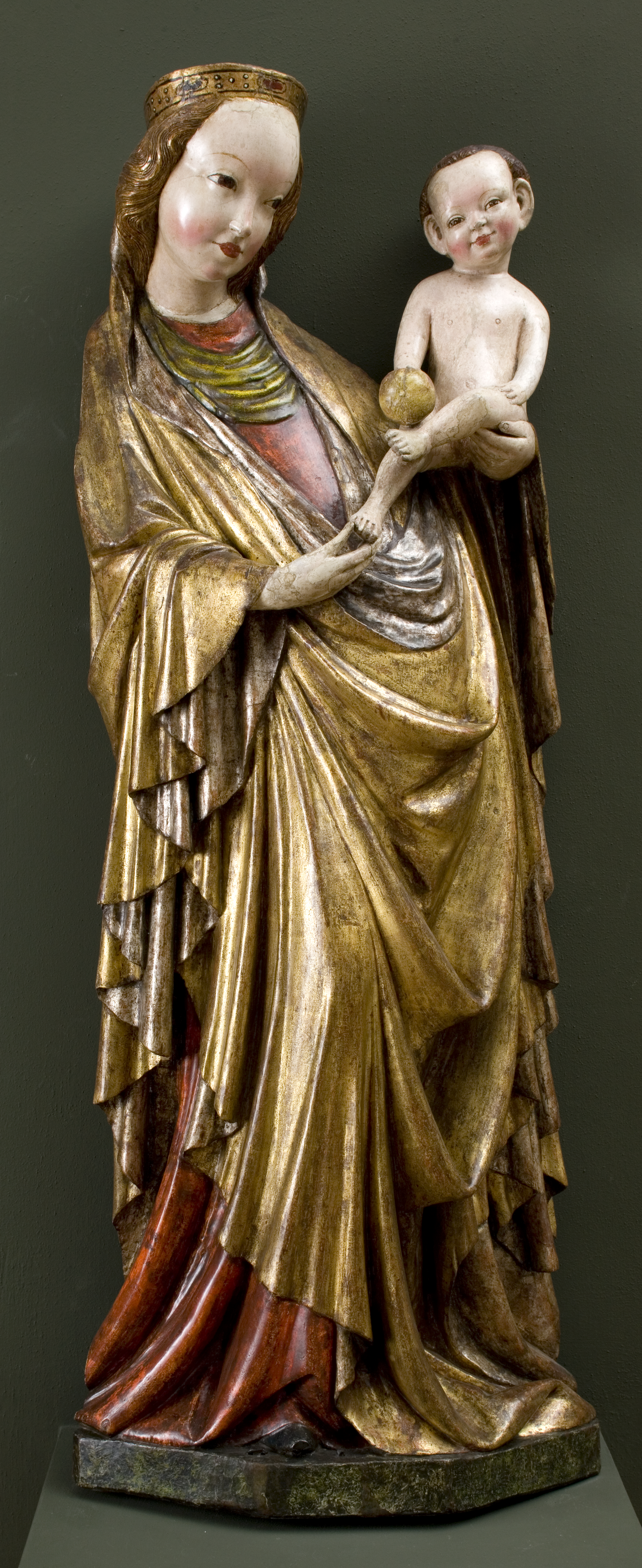
Madone de Krużlowa, vers 1410, 119 cm, Palais de l’Évêque Erazm Ciołek, Musée national de Cracovie, Pologne

La propagation d'un style international à la fin du XIVe siècle trouve ses racines dans la conjugaison de plusieurs facteurs. Tout d'abord, la désagrégation progressive du mécénat religieux du Moyen Âge, qui tendait à maintenir des écoles locales, a favorisé une certaine homogénéisation des pratiques à travers l'Europe, avant l'affirmation de systèmes corporatifs stricts au début du XVe siècle, qui eut pour effet de réaffirmer les spécificités nationales. La mobilité des œuvres et des artistes de renom, dont le prestige dépasse les frontières des royaumes, caractérise également une époque où les cours européennes les plus puissantes cherchent à collectionner les chefs-d'œuvre dans le but d'affirmer leur pouvoir, ce qui permet de diffuser en retour les innovations artistiques du temps. La multiplication des œuvres transportables, telles que les manuscrits enluminés, retables portatifs, pièces d'orfèvrerie, tentures, etc., voyageant au gré des déplacements des différentes cours, a donc pu entretenir les échanges entre les cours de Paris, Milan, Sienne, Avignon, Prague, Dijon, ou encore Londres, Cologne et Valence, de même que les filiations et mariages royaux — par exemple ceux de Richard II d'Angleterre, avec Anne de Bohême, puis Isabelle de Valois — ont pu propager des goûts aristocratiques similaires, et favoriser ainsi l'émulation.
De nombreux traits caractéristiques du gothique international apparaissent en Italie, et se répandent au nord des Alpes pour influencer la France, en partie à travers la colonie d'artistes italiens attachés à la cour papale d'Avignon, au premier chef d'entre eux le Siennois Simone Martini, qui y réside entre 1330 et 1340, et qui peut à bien des égards être considéré comme un précurseur de ce style. L'influence de la république de Sienne n'empêche cependant pas le gothique italien de conserver ses caractéristiques propres, pendant et après cette période, alors que la flamboyante cour des Visconti à Milan, également étroitement affiliée à la famille royale de France par la reine et épouse de Charles VI Isabeau de Bavière, est pour un temps le plus important foyer d'Italie du style courtois. Mais la compénétration fut réciproque, et les développements du style en Europe du Nord influencèrent en retour les artistes italiens.

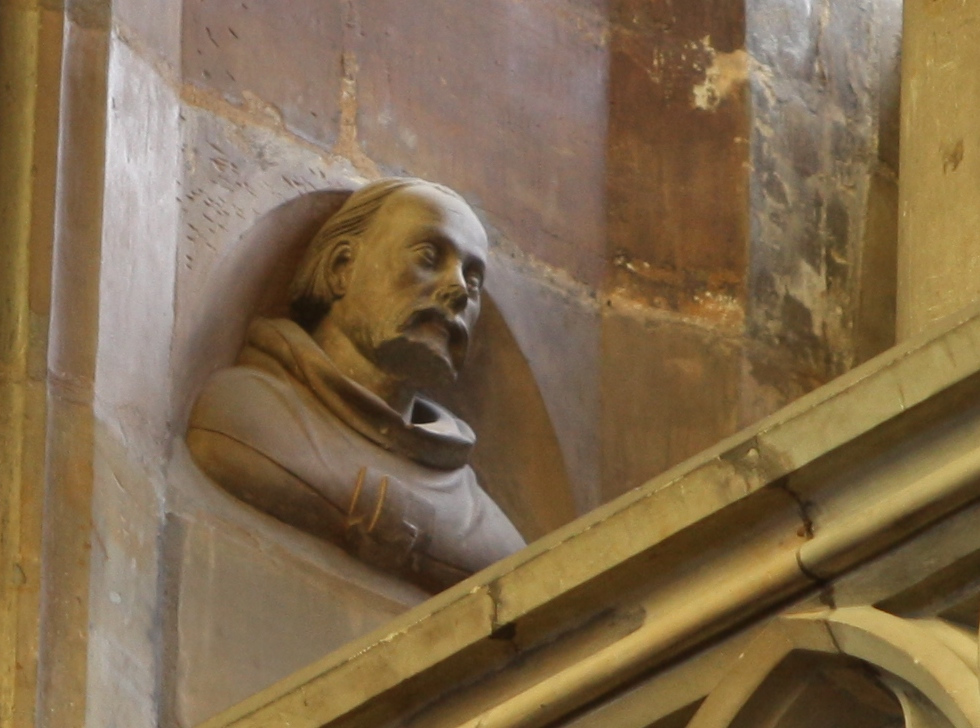
Peter Parler, Autoportrait, 1379-1386, cathédrale de Prague

Une importante version bohémienne prend naissance à la cour d'Empereur du Saint-Empire romain germanique Charles IV à Prague, qui devient pour une brève période le fer de lance de l'art européen. Charles, qui appartient à la dynastie du Luxembourg, a été éduqué par le futur pape d'Avignon Clément VI ; dans sa jeunesse, il passe également sept ans à la cour de France et se rend par deux fois en Italie. Ceci, conjugué à ses relations familiales — tout particulièrement son mariage avec Blanche de Valois, sœur de Philippe VI de France —, explique les liens intimes qu'il entretient avec les différentes cours de France, y compris celle de la papauté d'Avignon, et, à partir de 1363, celle de la branche des Valois du Duché de Bourgogne, qui échoit à Philippe le Hardi par l'entremise de son père Jean le Bon.
Le style bohémien ne possédait initialement pas ces silhouettes ondulantes et élancées caractéristiques des autres centres artistiques, mais ses figures féminines, notamment celles des « Belles Madones », traduisent une richesse et une douceur eurent une grande influence sur les représentations ultérieures. Charles possédait au moins un retable italien, vraisemblablement réalisé en Italie par Tommaso de Modène, et envoyé en Bohême pour orner le château de Karlstein, près de Prague, où il est encore actuellement conservé. Pour la Cathédrale Saint-Guy de Prague, il s'alloue d'abord les services de Mathieu d’Arras, un architecte français qui avait été maître maçon de la cathédrale de Narbonne, puis, à la mort de ce dernier en 1353, ceux de l'Allemand Peter Parler, qui réalise également, pour la décoration du triforium, une série de bustes de contemporains, dont le sien propre, qui constitue l'un des premiers autoportraits de l'histoire de l'art.

### Caractéristiques stylistiques et thématiques
Durant une période qui s'étend approximativement de 1390 à 1420, on note une correspondance particulièrement étroite entre des œuvres produites dans des régions éloignées de l'Europe occidentale et centrale, ce qui permet d'établir une parenté entre des artistes tels que maître Francke à Hambourg et le maître de Boucicaut à Paris puis à Milan, le maître rhénan du Jardin de Paradis et Stefano da Verona, ou encore les Italiens Pisanello et Gentile da Fabriano et les Franco-Flamands frères de Limbourg, au service, entre autres, du duc de Berry.

#### Ostentation et affirmation d'une splendeur de cour

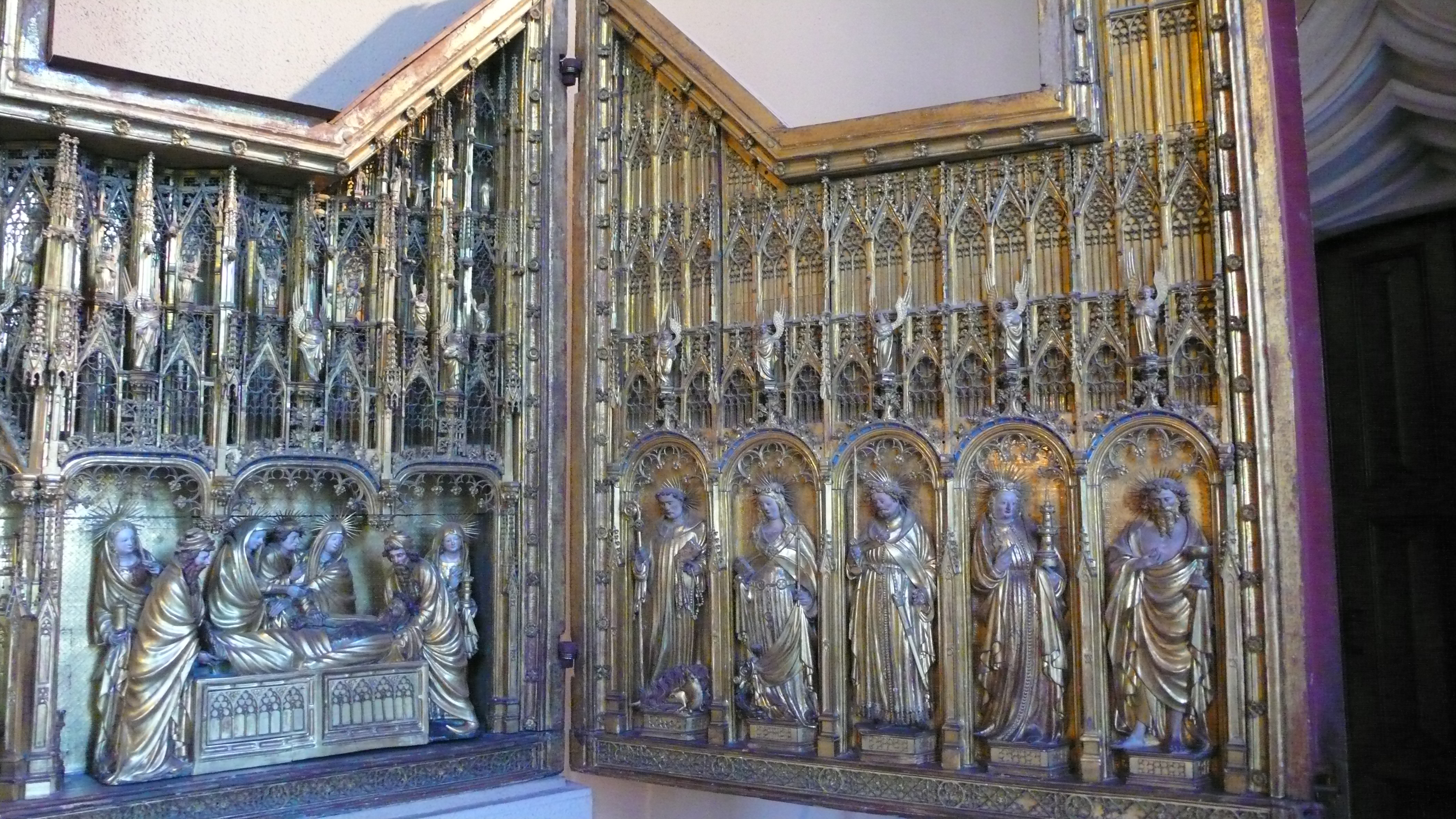
Jacques de Baerze, Retable de la crucifixion, vers 1390, Musée des beaux-arts de Dijon.

Conséquence d'une « spirale inflationnelle d'ostentation sociale » qui anime les cours européennes, notamment en réaction à l'émergence d'une classe bourgeoise qui s'affirmera au XVe siècle, la très haute noblesse adopte une stylisation à l'extrême des mœurs et du comportement, qui se traduit par une quête effrénée de splendeur démonstrative. Les riches retables sculptés d'origine allemande exposant, ouverts, des statuettes de bois doré, et fermés, des peintures, apparaissent en France à la faveur de la commande par Philippe le Hardi au sculpteur d'origine flamande Jacques de Baerze, du retable, spectaculaire pour l'époque, de la chartreuse de Champmol, peint ensuite par Melchior Broederlam.
Dans la mesure où les commandes deviennent également le fait de monarques ou de riches aristocrates, et non plus de l'Église seulement, les donateurs demandent à se faire représenter, le plus souvent agenouillés, en posture de prière, dans des portraits votifs destinés à assurer leur salut. Si leur taille est d'abord minuscule, comme dans la Madone de Glatz (vers 1343-1344) réalisée par un maître de Bohême, elle tend à augmenter pour égaler progressivement celle des personnages sacrés qui les accompagnent, et établir un dialogue direct avec ceux-ci, à l'instar du roi d'Angleterre Richard II dans le diptyque de Wilton (vers 1395-1399).
Les manuscrits enluminés sacrés connaissent une même évolution : certaines miniatures mettent par exemple en scène la réception de leur commanditaire au Paradis, tels Jean de Berry, accueilli avec quelques-uns de ses proches par Saint Pierre dans ses Grandes Heures, ou Gian Galeazzo Visconti dans son livre d'heures enluminé par Giovannino de' Grassi.

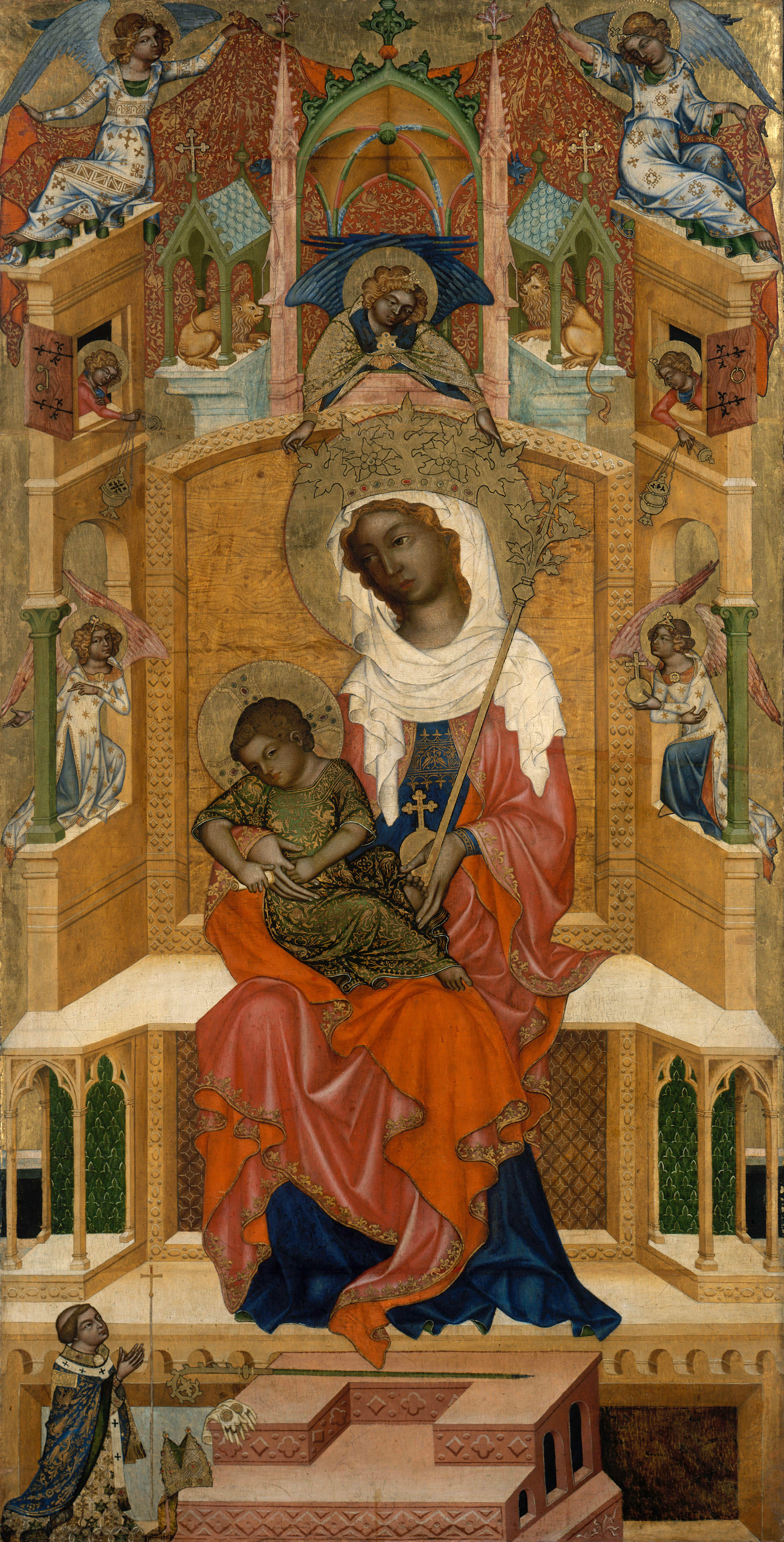
Maître anonyme de Bohême, La Madone de Glatz, vers 1343-1344, Gemäldegalerie, Berlin.
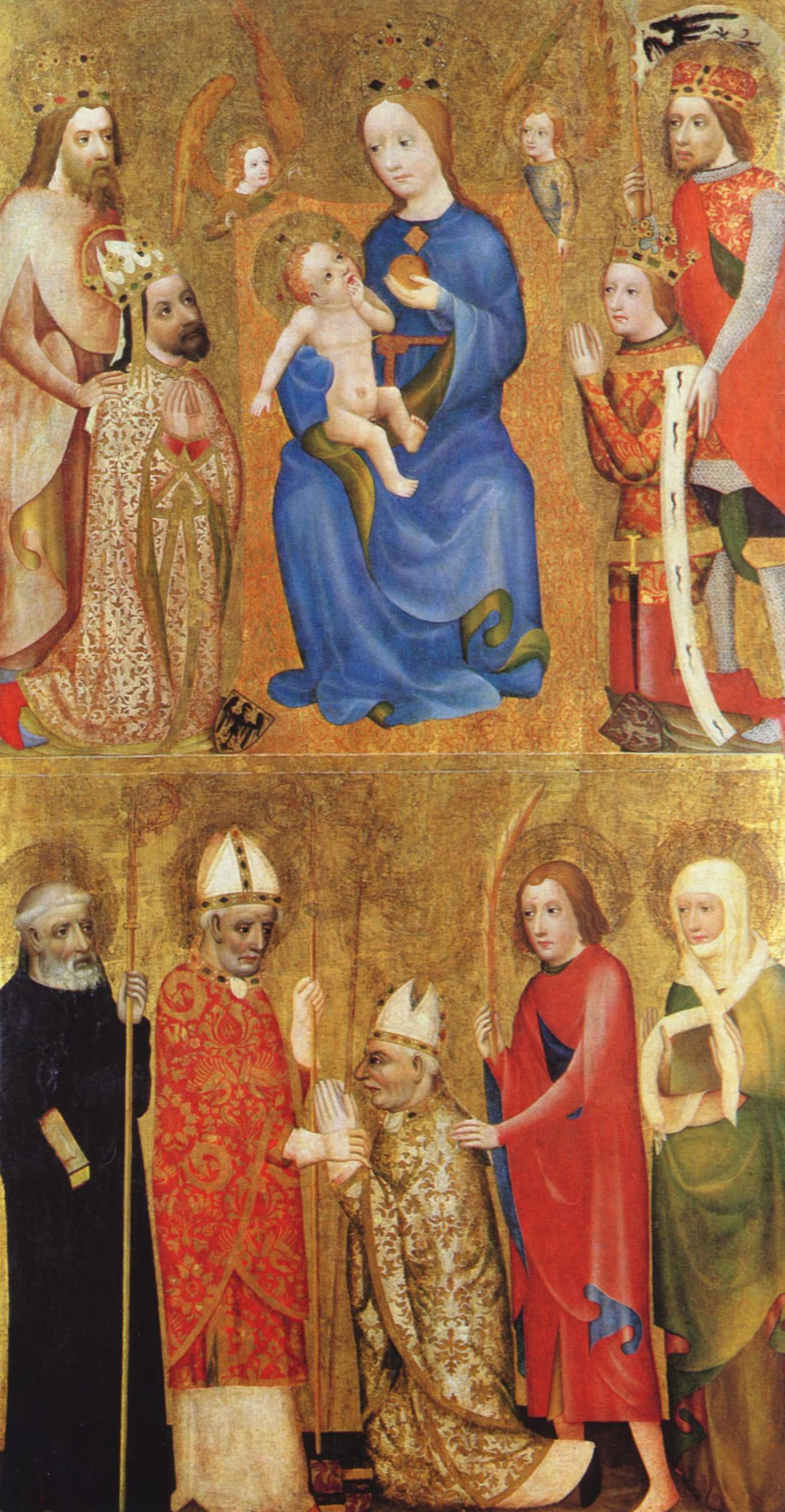
Entourage de Maître Théodoric, Fragment d'une peinture votive de l'archevêque John Ocko of Vlasim vers 1370, Galerie nationale.
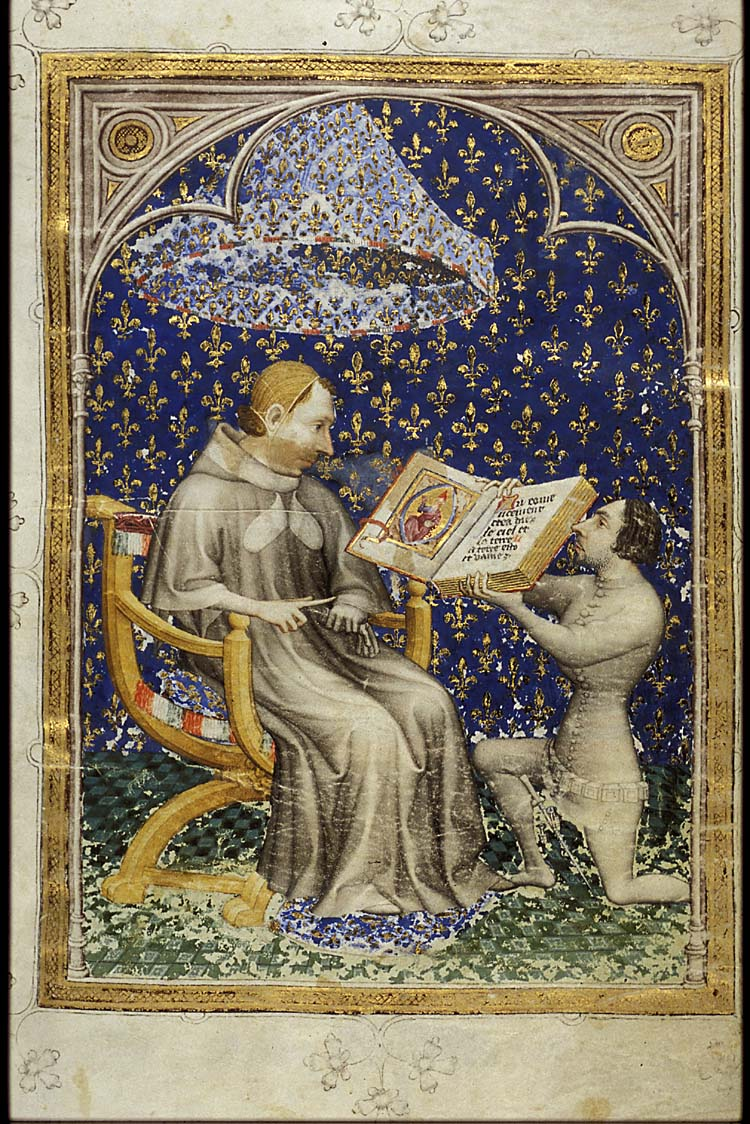
Hennequin de Bruges, Bible historiale de Jean de Vaudetar, folio 2, Jean de Vaudetar offre sa Bible au roi Charles V, 1372, Musée Meermanno, La Haye.
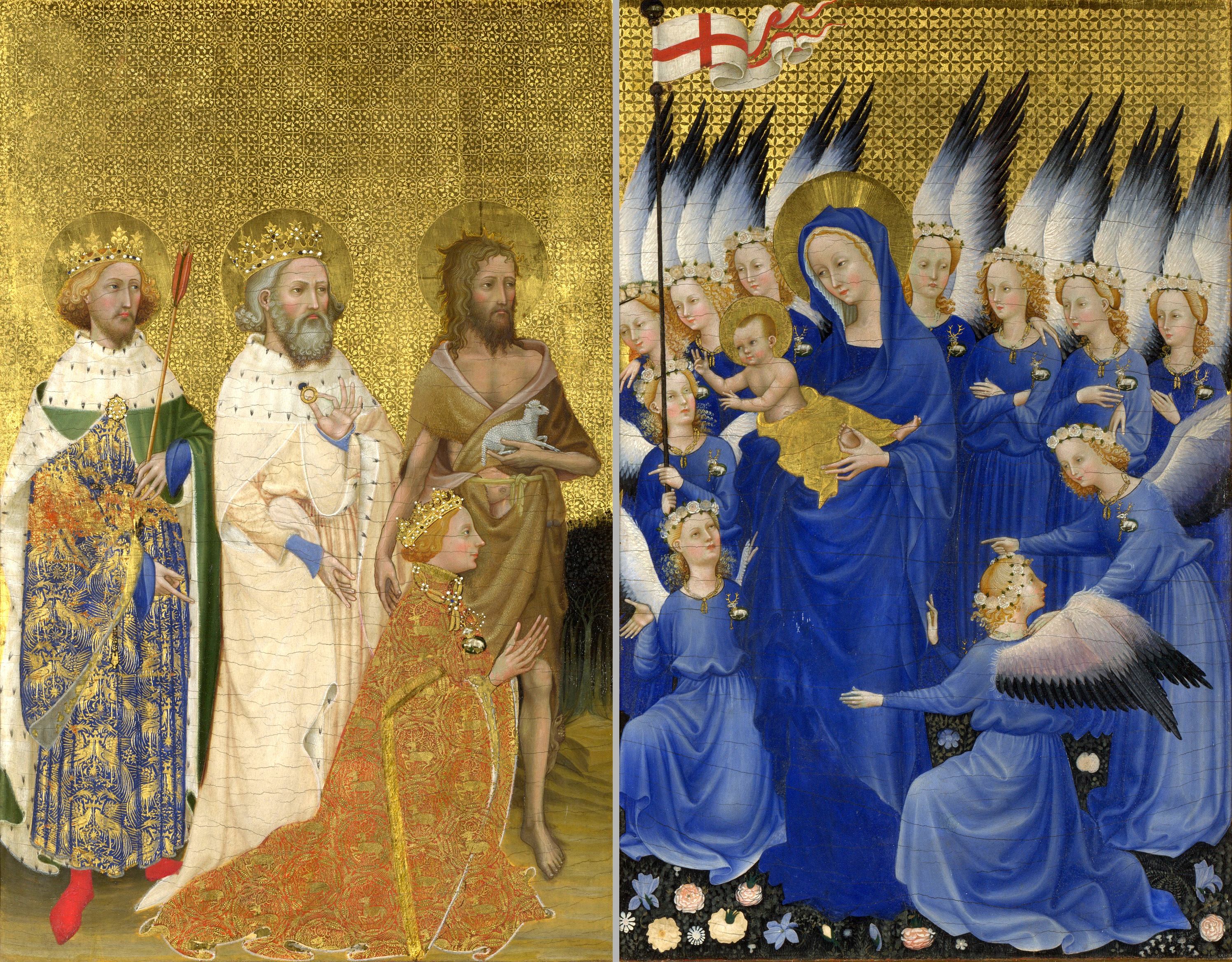
Maître anglais (?) anonyme, Diptyque de Wilton, vers 1395-1399, National Gallery, Londres.
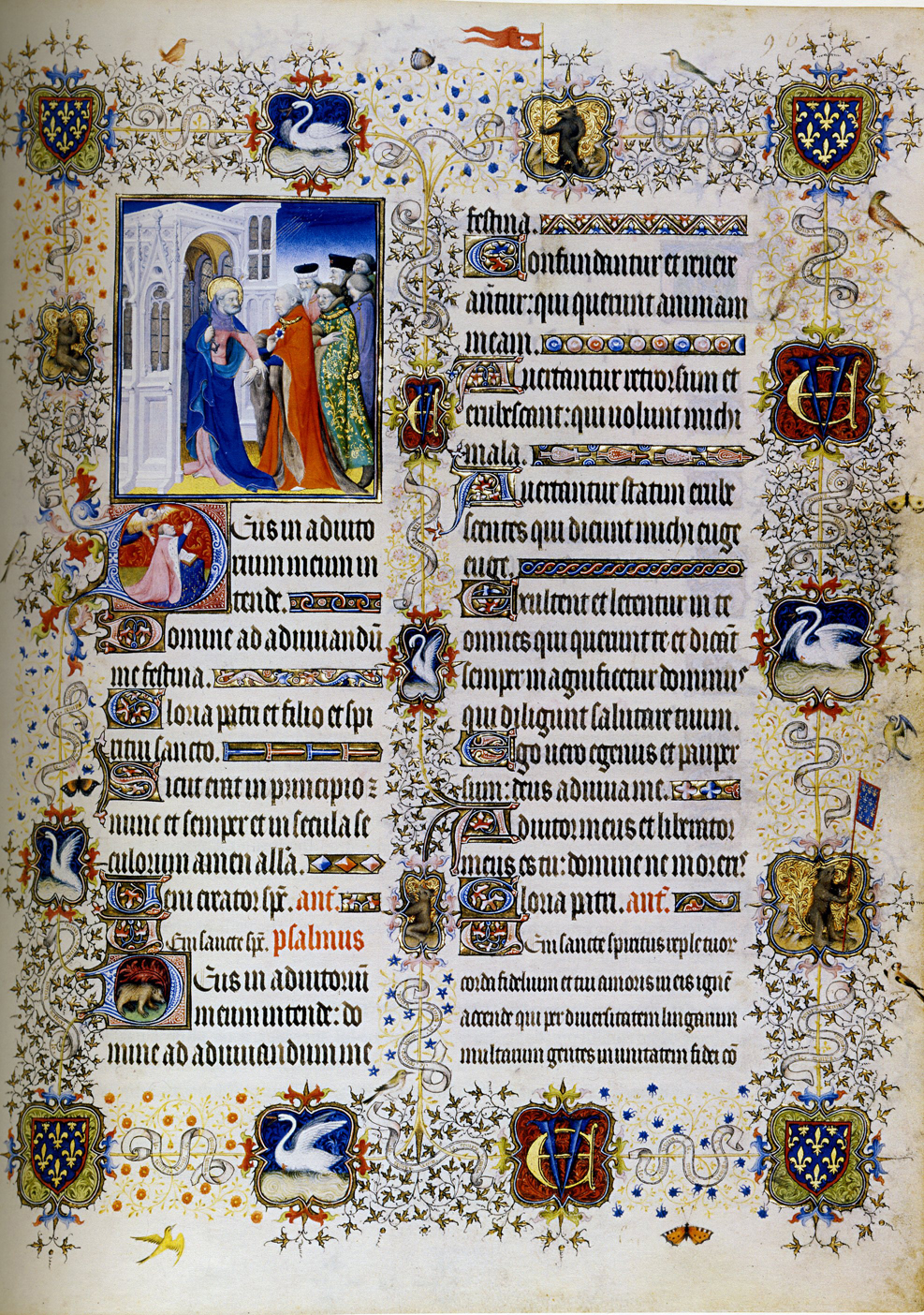
Pseudo-Jacquemart, Les Grandes Heures du duc de Berry, folio 96, Jean de Berry accueilli par saint Pierre à la porte du Paradis, 1407-1409, Bibliothèque nationale de France, Paris.
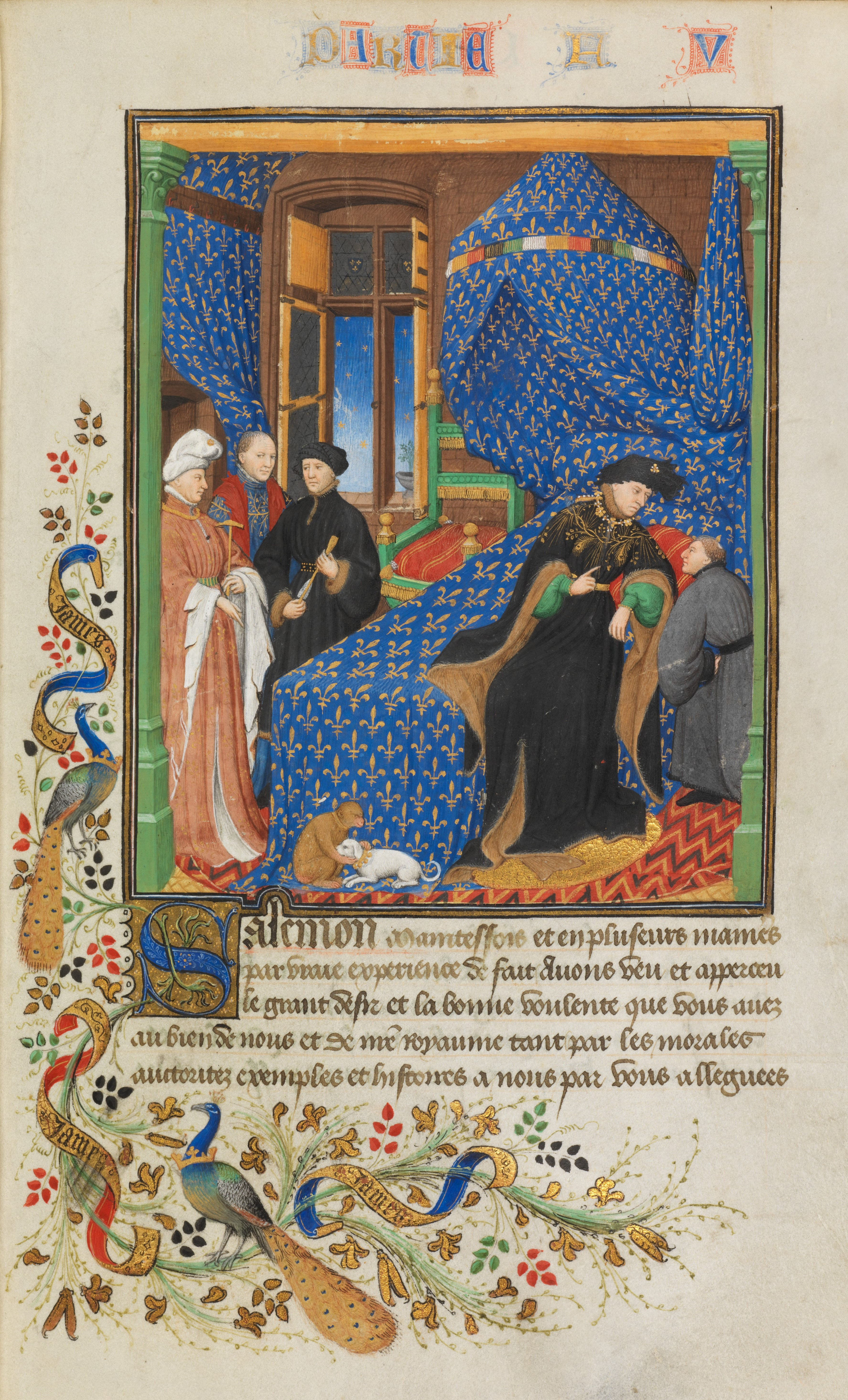
Maître de la Mazarine, Dialogues de Pierre Salmon, folio 4, Pierre Salomon conversation avec le roi Charles VI, 1412, Bibliothèque de Genève.

#### Raffinement et idéalisation des personnages

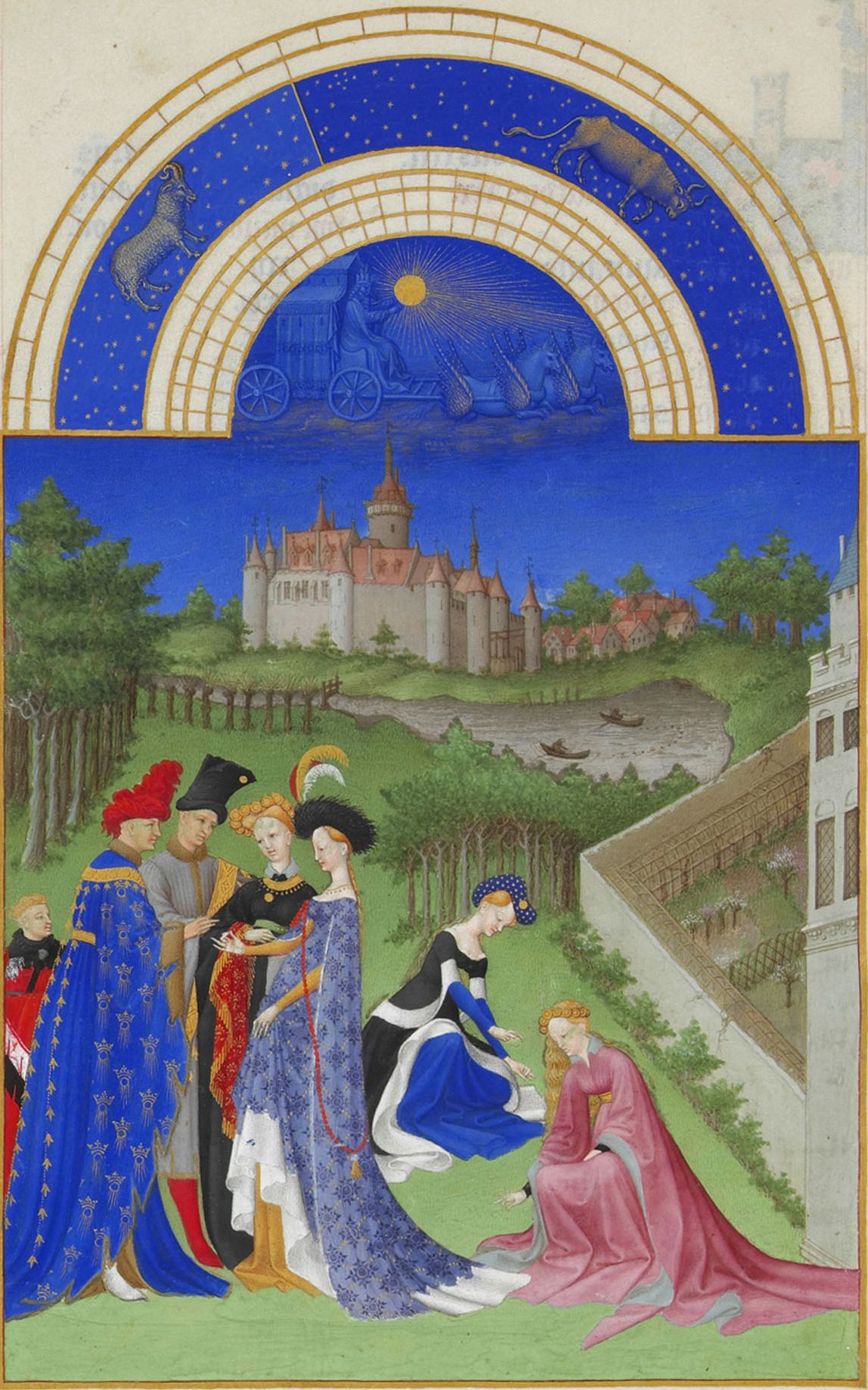
Frères de Limbourg, Les Très Riches Heures du duc de Berry, folio 4v, Avril

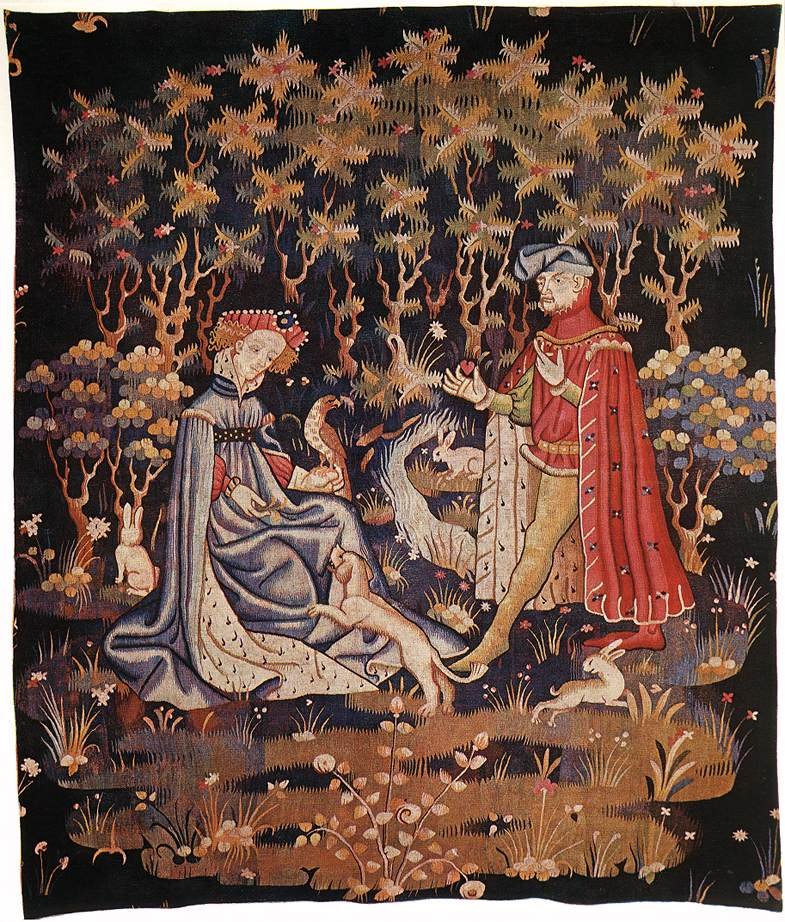
Tapisserie d'Arras, L'Offrande du cœur, vers 1410, Musée du Louvre

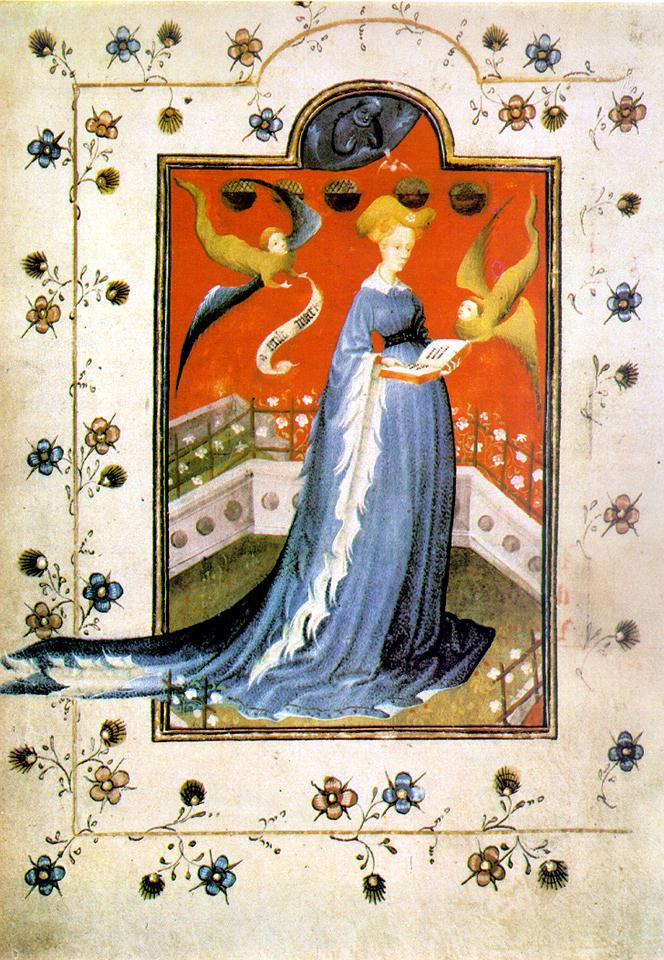
Livre d'heures de Marie d'Harcourt (ou de Gueldre), folio 19, Marie de Gueldre dans le jardin clos, vers 1415, Bibliothèque d'État de Berlin.

Peintres et sculpteurs exaltent en outre la figure féminine. La représentation des hautes aristocrates est nettement influencée par l'esthétique courtoise, que l'on retrouve aussi bien dans l'échange des anneaux de la scène de fiançailles figurée dans la miniature d'Avril du calendrier des Très Riches Heures du duc de Berry que dans une tapisserie d'Arras montrant L'Offrande du cœur.
Les figures sacrées, et en premier lieu celle de la Vierge, sont touchées par la même tendance à l'idéalisation raffinée. En Europe centrale, les « belles madones » (Piękna Madonna (pl)) sculptées sur bois, inspirées de modèles gothiques français, traduisent une nouvelle douceur souriante, et les régions rhénanes voient l'émergence d'un « style doux », ou « tendre » (« weicher Stil »), représentant des corps empreints d'une mollesse délicate, où les membres ne semblent plus soutenus par l'ossature du squelette.
La ligne, tantôt douce et sinueuse, tantôt plus nerveuse et angulaire, prévaut désormais, et les couleurs intenses, conjuguées aux drapés figurant des arabesques compliquées, viennent souligner l'anatomie humaine. Les mêmes figures élancées très stylisées, les vieillards aux longues barbes imposantes, les silhouettes ondulantes, se développent aux quatre coins de l'Europe occidentale et centrale, que ce soit dans les domaines de l'enluminure franco-flamande, avec les frères de Limbourg, de la peinture italienne, par exemple dans l'Adoration des Mages de Lorenzo Monaco (1422), ou de la sculpture, comme cet ensemble de six saints de terre cuite réalisés pour l'église Saint-Laurent de Nuremberg vers 1420, et actuellement conservés au Germanisches Nationalmuseum de la ville.

Profils aristocratiques
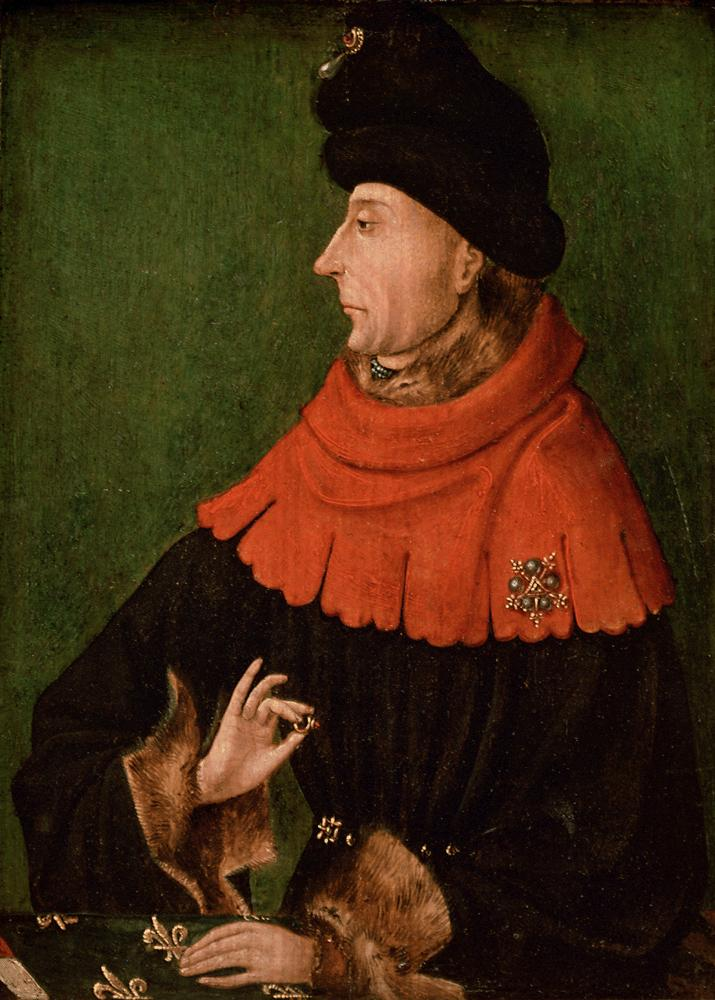
Copie d'après un peintre anonyme franco-bourguignon, Jean sans Peur, 1404-1405, Musée du Louvre, Paris
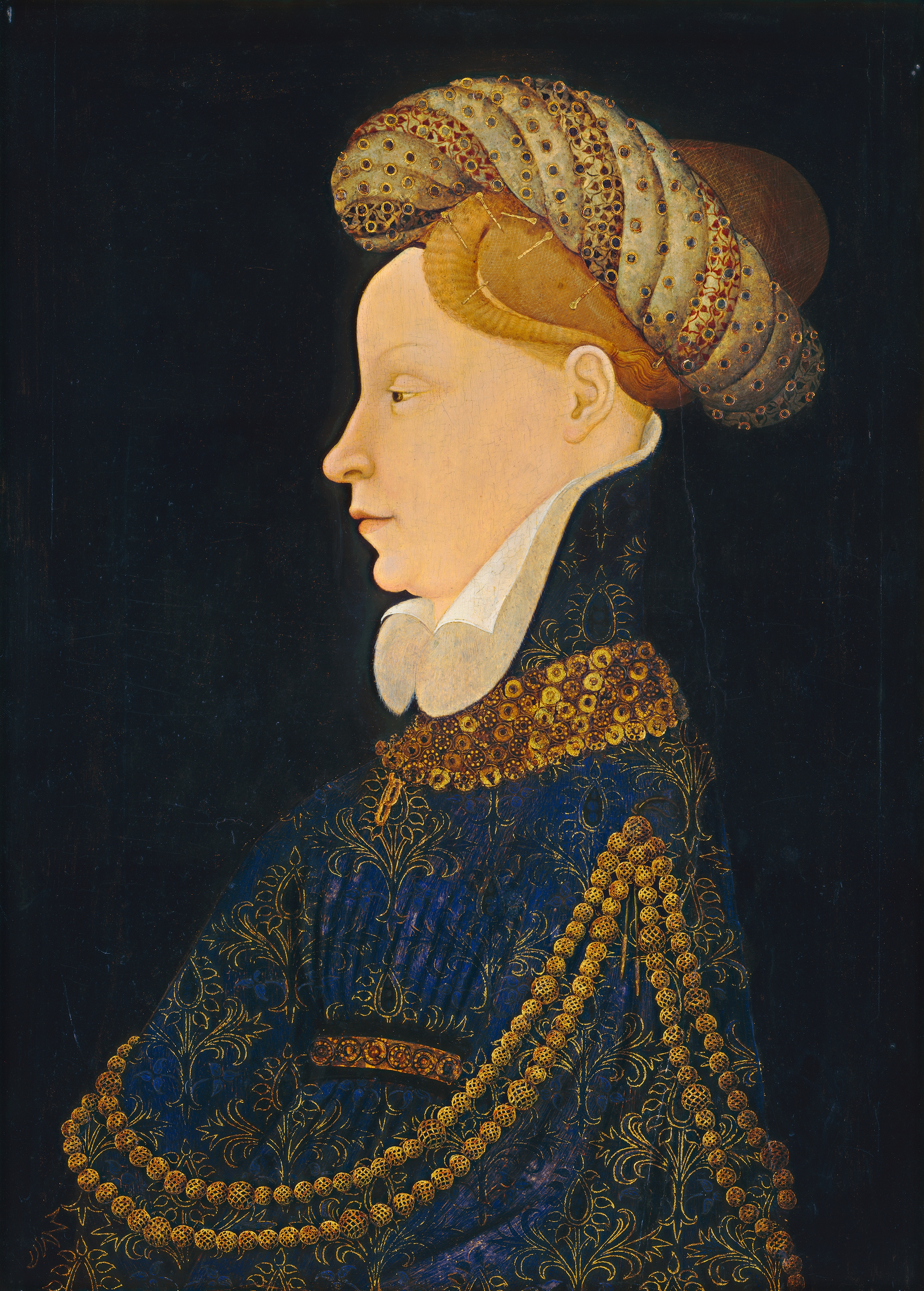
École franco-flamande, Portrait de dame, vers 1420, National Gallery of Art, Washington
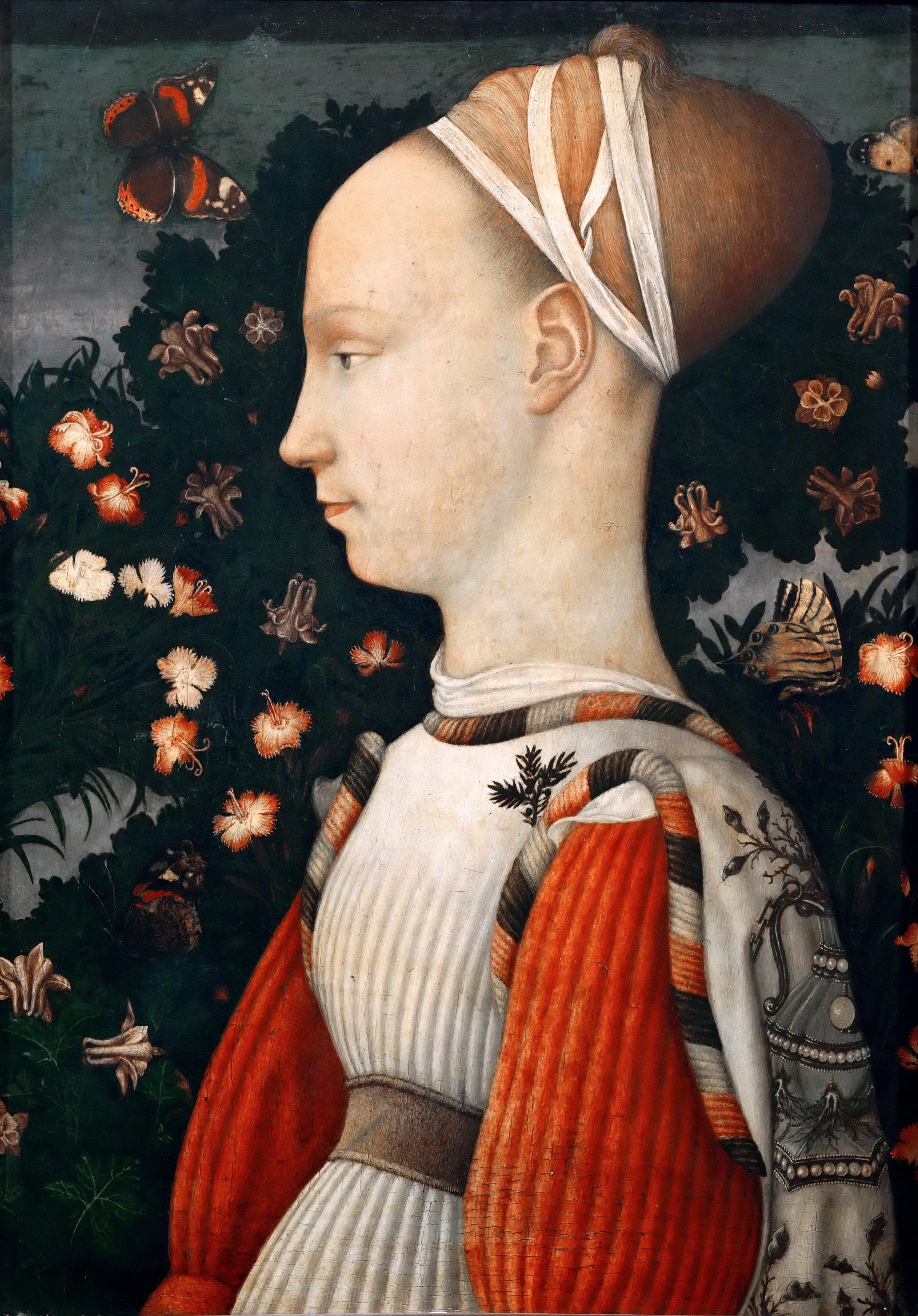
Pisanello, Portrait d'une princesse d'Este, vers 1435-1440, Musée du Louvre

Madones
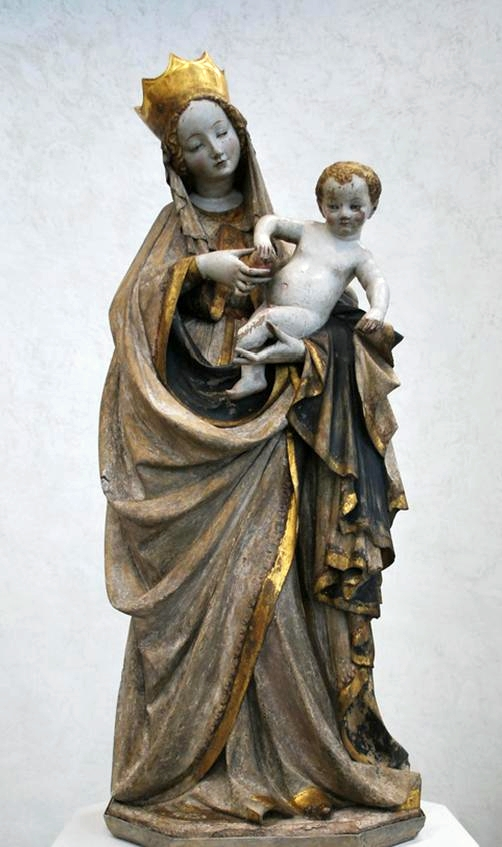
Maître des belles Madones, Madone à l'Enfant, vers 1390, Musée national de Varsovie
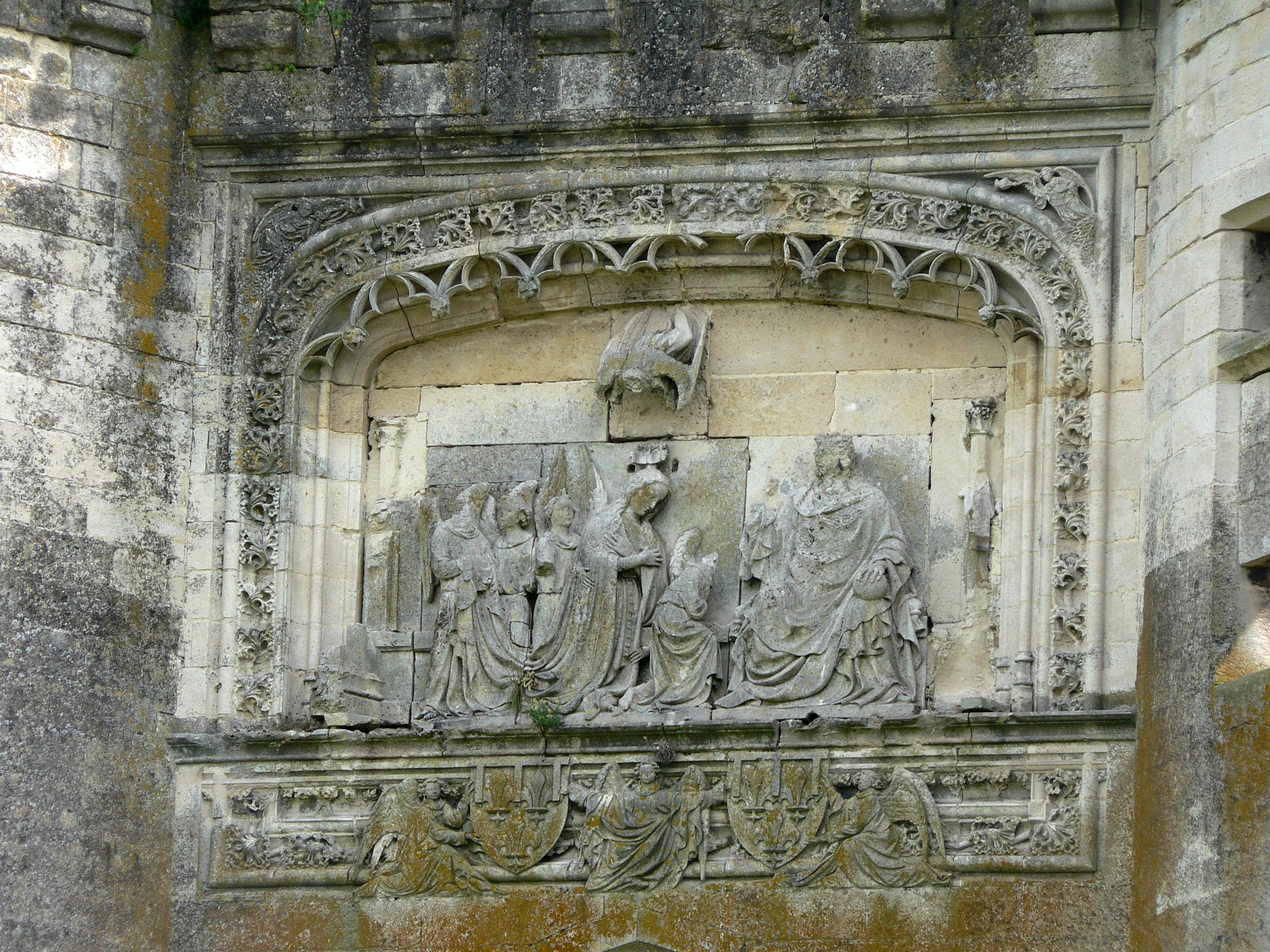
Le couronnement de la Vierge, Château de La Ferté-Milon, vers 1410
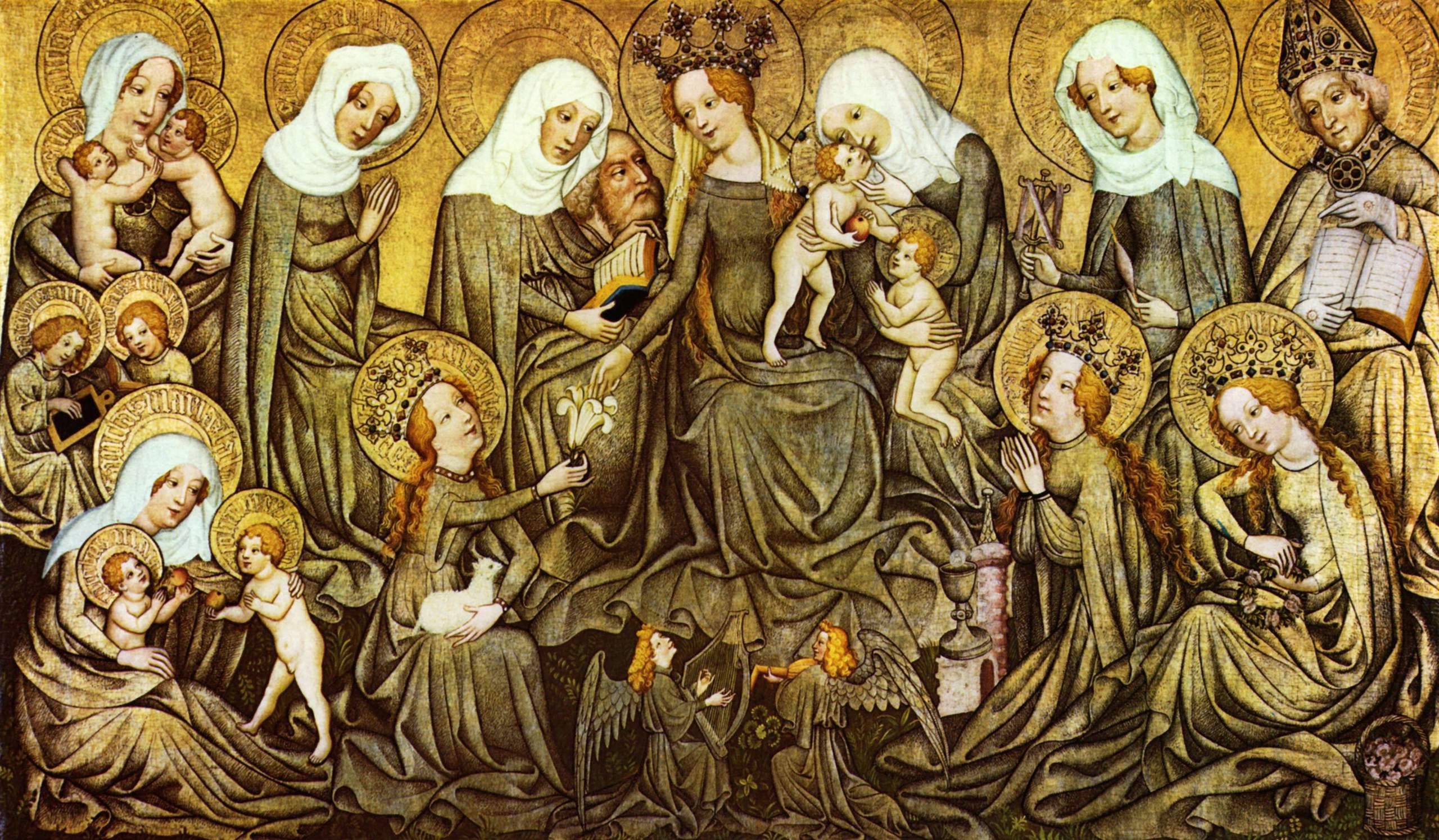
Maître du retable d'Ortenberg, La Sainte parenté, vers 1430, Musée régional de la Hesse
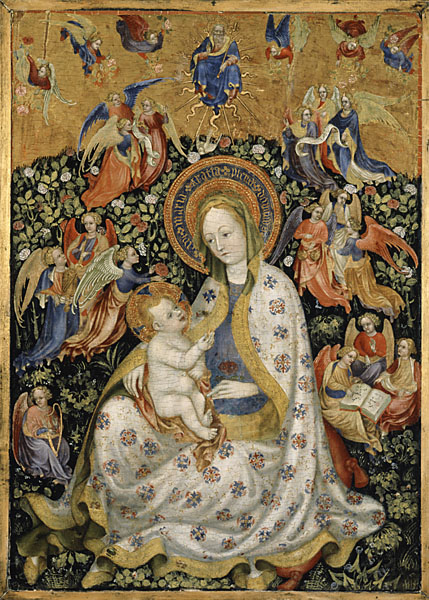
Stefano da Verona, Vierge au rosier avec sainte Catherine, vers 1430, Worcester Art Museum

L'inflation du nombre des personnages dans certaines scènes bibliques semble alors n'avoir d'autre but que de présenter aux yeux du spectateur la profusion et la richesse de costumes exotiques, librement inspirés de ceux du Moyen-Orient ou de l'Empire byzantin. Les Mages sont désormais accompagnés de longs cortèges, et les scènes de Crucifixion deviennent un événement auquel assiste une foule bigarrée, dans des innovations qui survivront au style international lui-même.

Scènes de groupes et exotisme
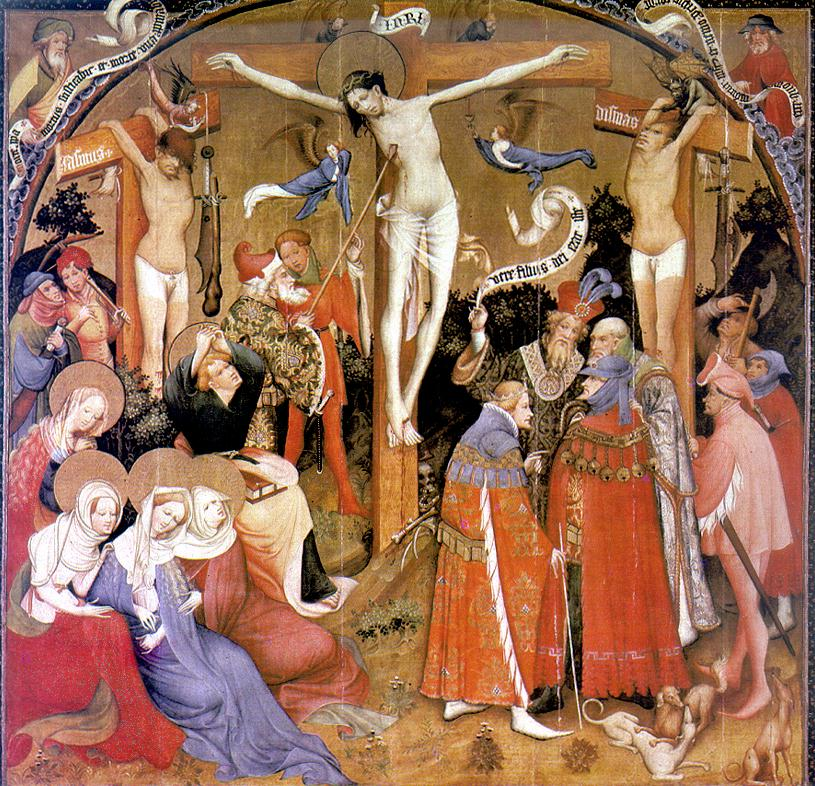
Conrad von Soest, La Crucifixion, 1403, église saint Nicolas, Bad Wildungen
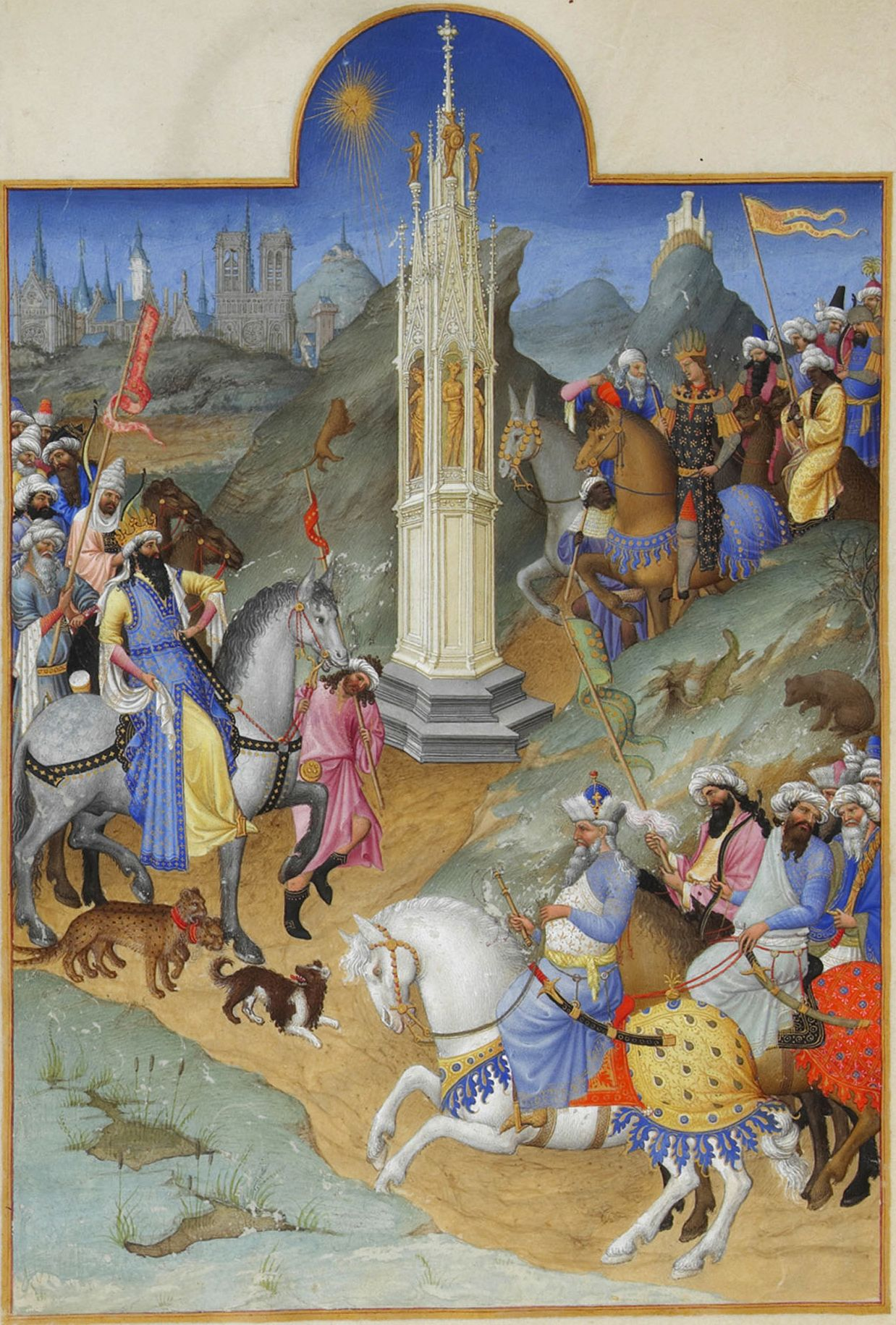
Frères de Limbourg, Les Très Riches Heures du duc de Berry, folio 51v, La Rencontre des Mages
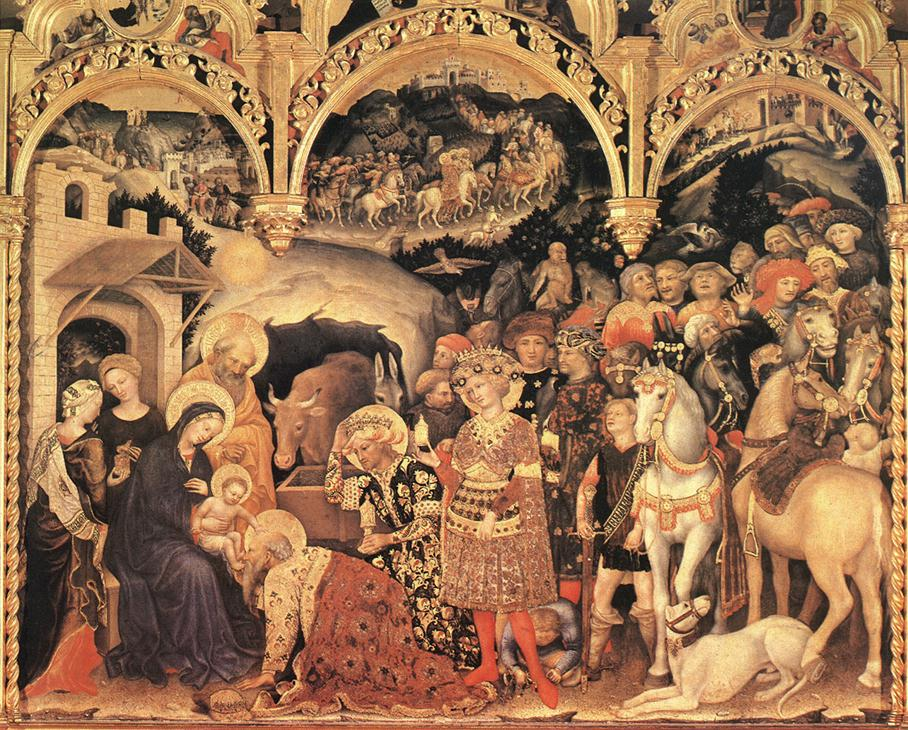
Gentile da Fabriano, L'Adoration des Mages, vers 1423-1425, Galerie des Offices
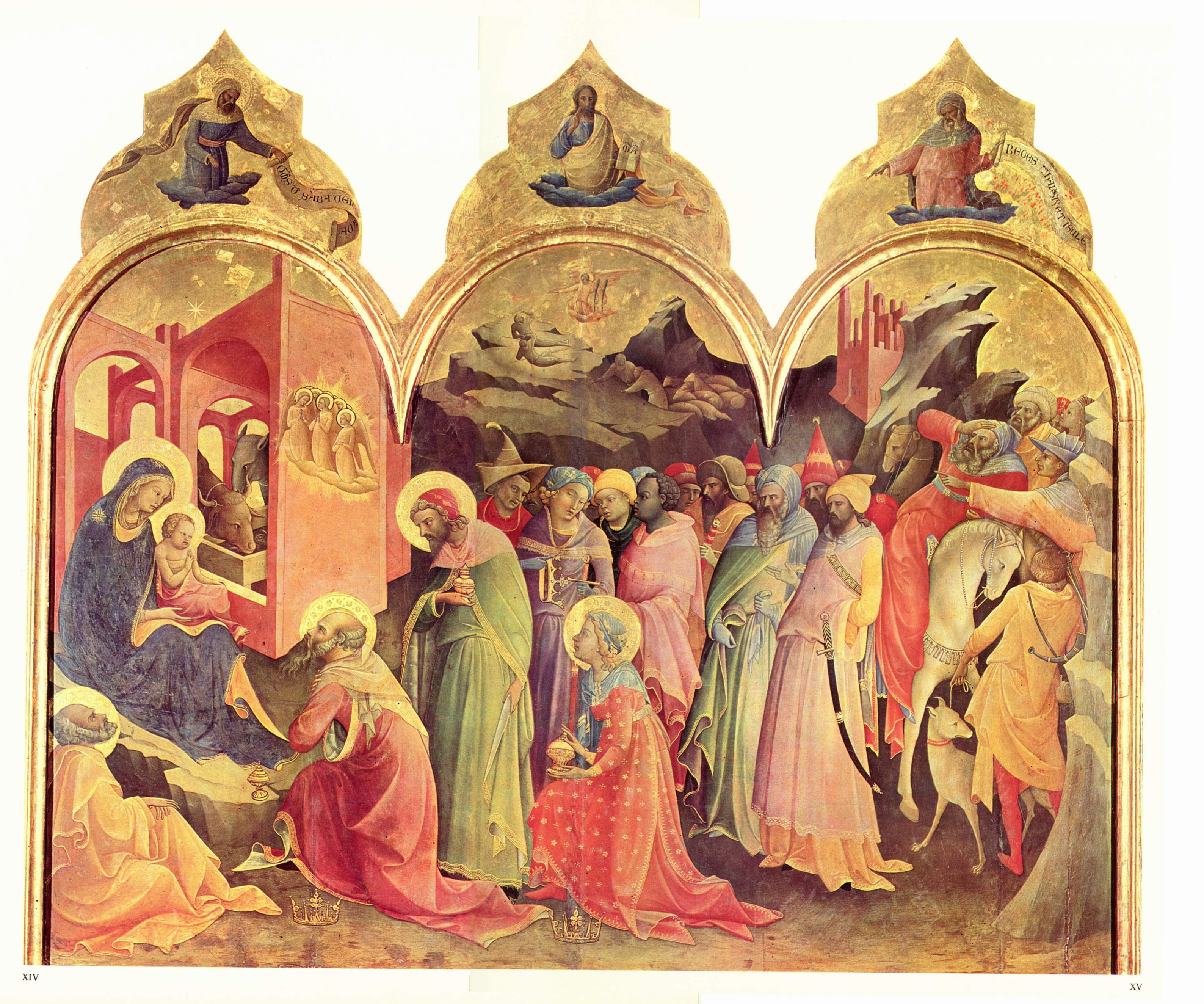
Lorenzo Monaco, L' Adoration des Mages, 1420-1422, Galerie des Offices, Florence

#### Représentation des classes humbles
À côté des débuts d'une représentation profane des personnages sacrés selon une version aristocratique — des saints étant montrés comme des gentilshommes richement vêtus, par exemple dans le Retable de saint Martin, sainte Ursule et saint Antoine abbé du peintre valencien Gonzalo Pérez (vers 1420) —, on note une attention à la réalité quotidienne des classes les plus humbles. Celle-ci est tout à fait spectaculaire dans les enluminures de certains mois du calendrier des Très Riches Heures du Duc de Berry, et offrent un pendant paysan aux scènes courtoises de l'aristocratie des autres mois. Mais c'est surtout avec la figure de saint Joseph que la classe sociale la plus pauvre va devenir une clé d'interprétation des textes sacrés, sinon un repoussoir des figures les plus nobles : ainsi l'époux de Marie est-il représenté comme un humble artisan, avec ses outils de charpentier dans Le Doute de Joseph du Maître rhénan du Jardin de Paradis (vers 1410-1420), ou prépare-t-il la soupe dans la Nativité du Triptyque de Bad Wildungen de Conrad von Soest (1403). Il va même, dans L'Adoration des mages de maître Francke (1424), jusqu'à confisquer les cadeaux faits à Jésus pour les remiser sagement dans un coffre, dans une satire amusée de la prudence paysanne.

Représentations de saint Joseph
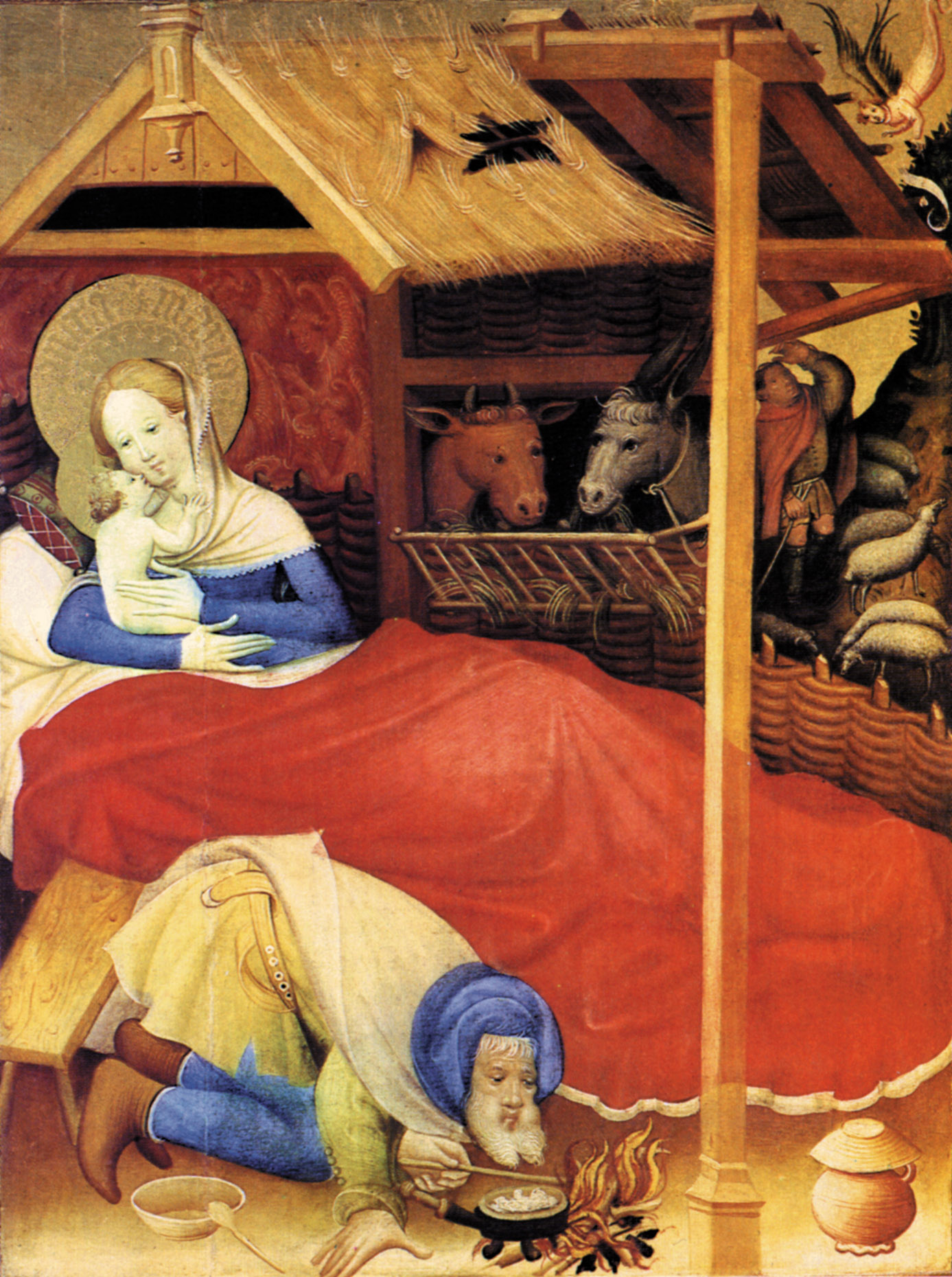
Conrad von Soest, Nativité, 1403, église Saint-Nicolas de Bad Wildungen
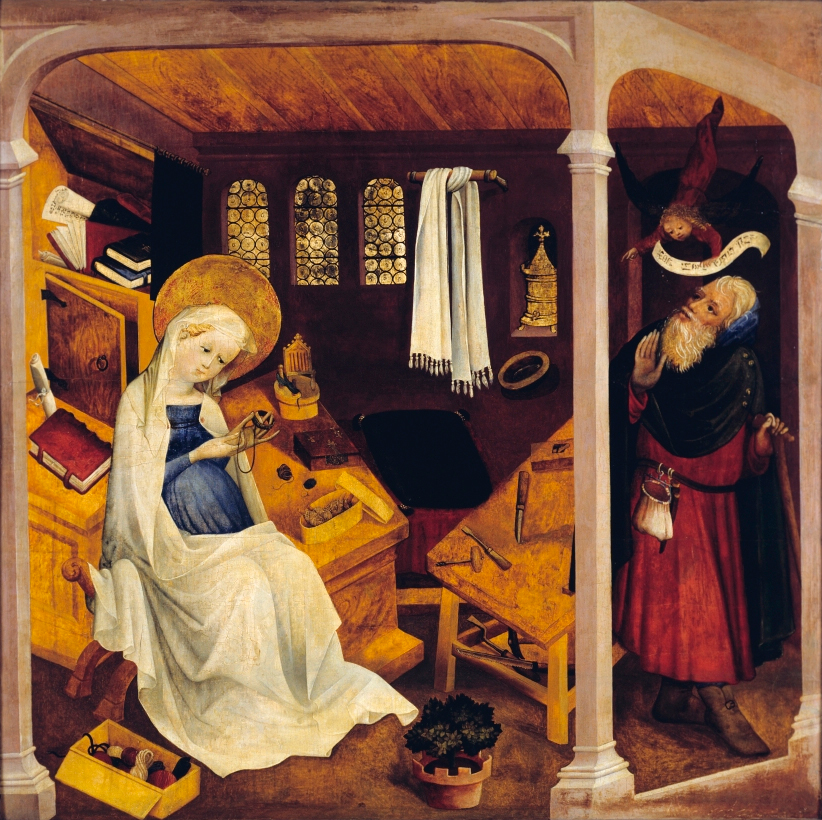
Le Maître du Jardin de Paradis, Le Doute de Joseph, vers 1410-1420, Musée de l'Œuvre Notre-Dame
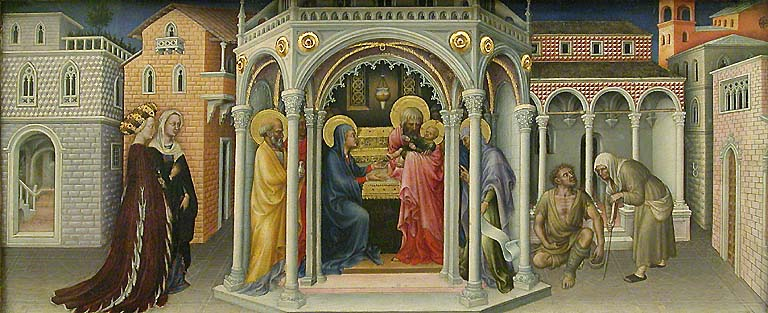
Gentile da Fabriano, La Présentation au Temple, 1423, Musée du Louvre
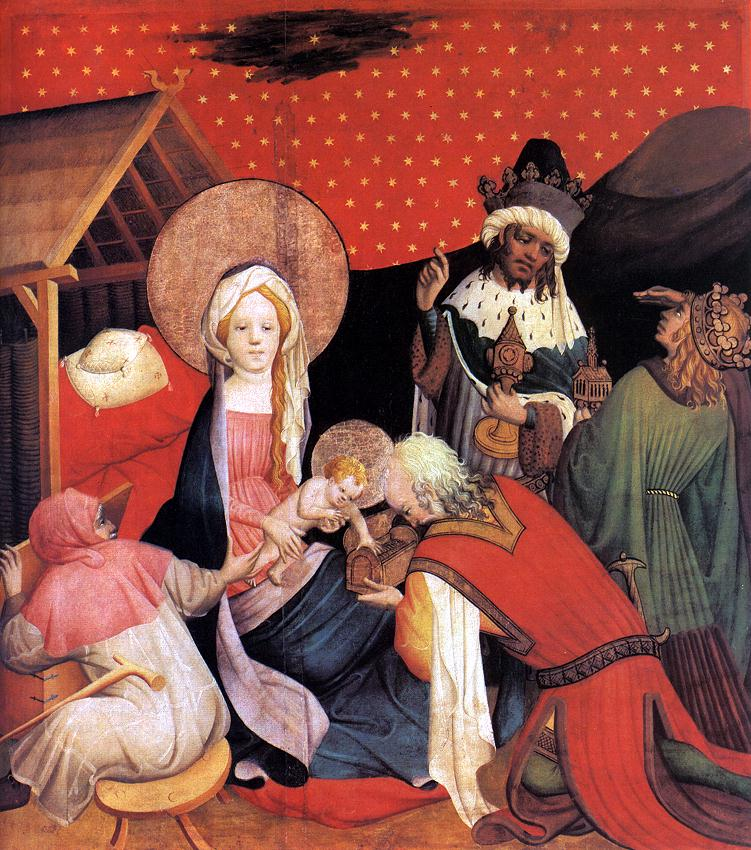
Maître Francke, L'Adoration des mages, 1424, Hamburger Kunsthalle

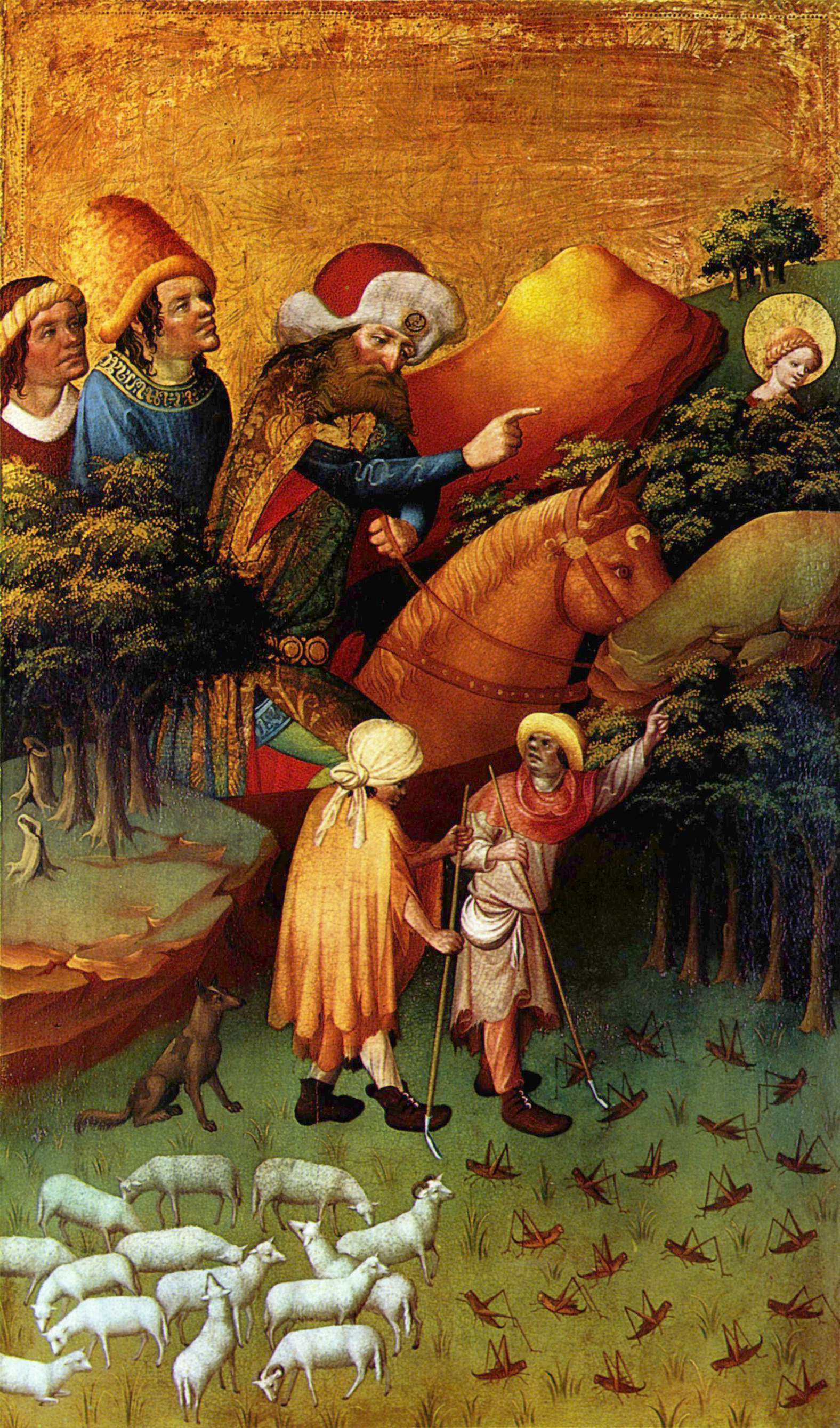
Maître Francke, La Poursuite de sainte Barbe, vers 1410-1415, Musée national de Finlande, Helsinki

Car le traitement artistique des classes aristocratiques et populaires diffère encore largement. Si, dans La Poursuite de sainte Barbe de maître Francke (vers 1410-1415), c'est encore la très nette disproportion d'échelle qui marque la distinction entre la classe des « petits » (aux deux sens du terme) et celle des seigneurs, on voit progressivement apparaître, à côté de l'idéalisation raffinée réservée aux figures nobles et exemptes de toutes connotations psychologiques spécifiques, une tendance « naturaliste » pour représenter le peuple. Ce contraste peut traduire une sorte de plaisir aristocratique pris à confronter le monde poli des cours et son contraire, celui des humbles et des misérables : par exemple, dans la partie droite de la prédelle de l'Adoration des Mages de Gentile da Fabriano figurant une Présentation au Temple (1423), les deux majestueuses femmes de l'aristocratie à gauche du panneau, représentées selon leur profil noble mettant en valeur la richesse de leurs habits, forment un contraste saisissant avec les deux pauvres mendiants, en haillons, à l'autre extrémité de la scène.

#### Une attention minutieuse aux détails, mais un espace encore conventionnel
Une grande attention est accordée aux moindres détails de chaque élément de la composition, au détriment parfois de la cohérence d'ensemble et de l'unification de l'espace — qui seront le fait de la Première Renaissance en Italie, et n'apparaîtront réellement au nord des Alpes qu'avec les primitifs flamands, avec notamment la mise en place d'une perspective correcte.
Quand personnages nobles et humbles coexistent dans une même scène, ceux-ci sont traités selon des styles distincts, idéalisés pour les premiers, et de façon plus proche de la réalité pour les seconds. De même, les différents éléments de la composition semblent encore isolés les uns par rapport aux autres, placés librement dans le décor, parfois selon des tailles antinaturalistes négligeant les effets de plans successifs. Ainsi les animaux de La Création du Retable de Grabow peint par Maître Bertram (vers 1379-1383) sont-ils représentés avec une réelle fidélité par rapport à la nature, mais dans un espace encore très conventionnel et théorique : les silhouettes découpées sont simplement juxtaposées, et les oiseaux, quoique figurés sur le fond doré, ne sont pas montrés en vol — à la manière des figures animalières ornant les marges des manuscrits enluminés de l'époque. Et si le souci d'une perspective cohérente n'est pas non plus présent dans le Jardin de Paradis (vers 1410), le tableau constitue néanmoins un extraordinaire précis de botanique et d'ornithologie. De même, le décor de la chasse de La Vision de saint Eustache de Pisanello (vers 1436-1438) semble encore n'être qu'un prétexte à une compilation d'animaux, comme directement copiés de carnets de croquis.

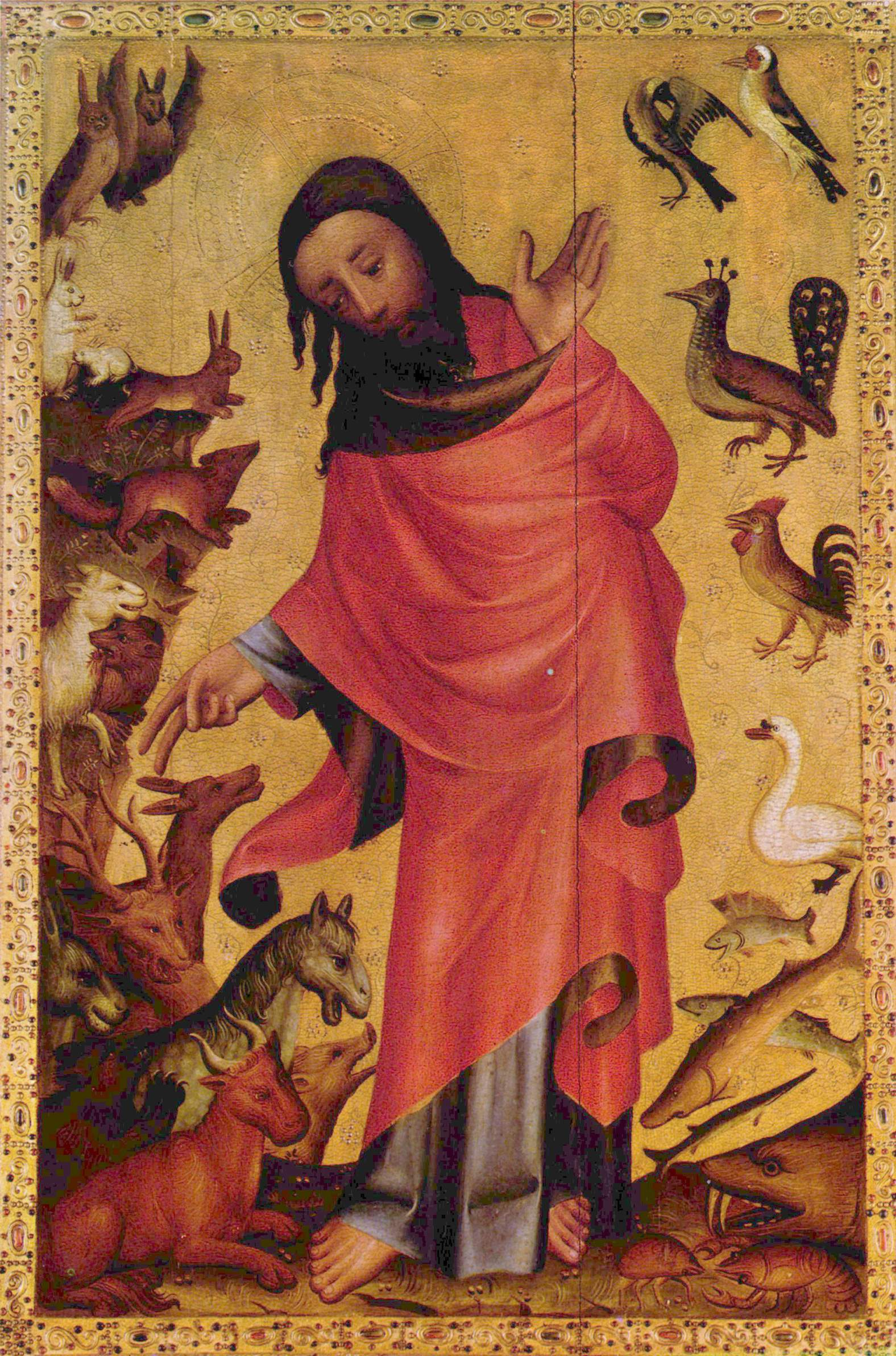
Maître Bertram, La Création des animaux, 1375-1383, Kunsthalle de Hambourg
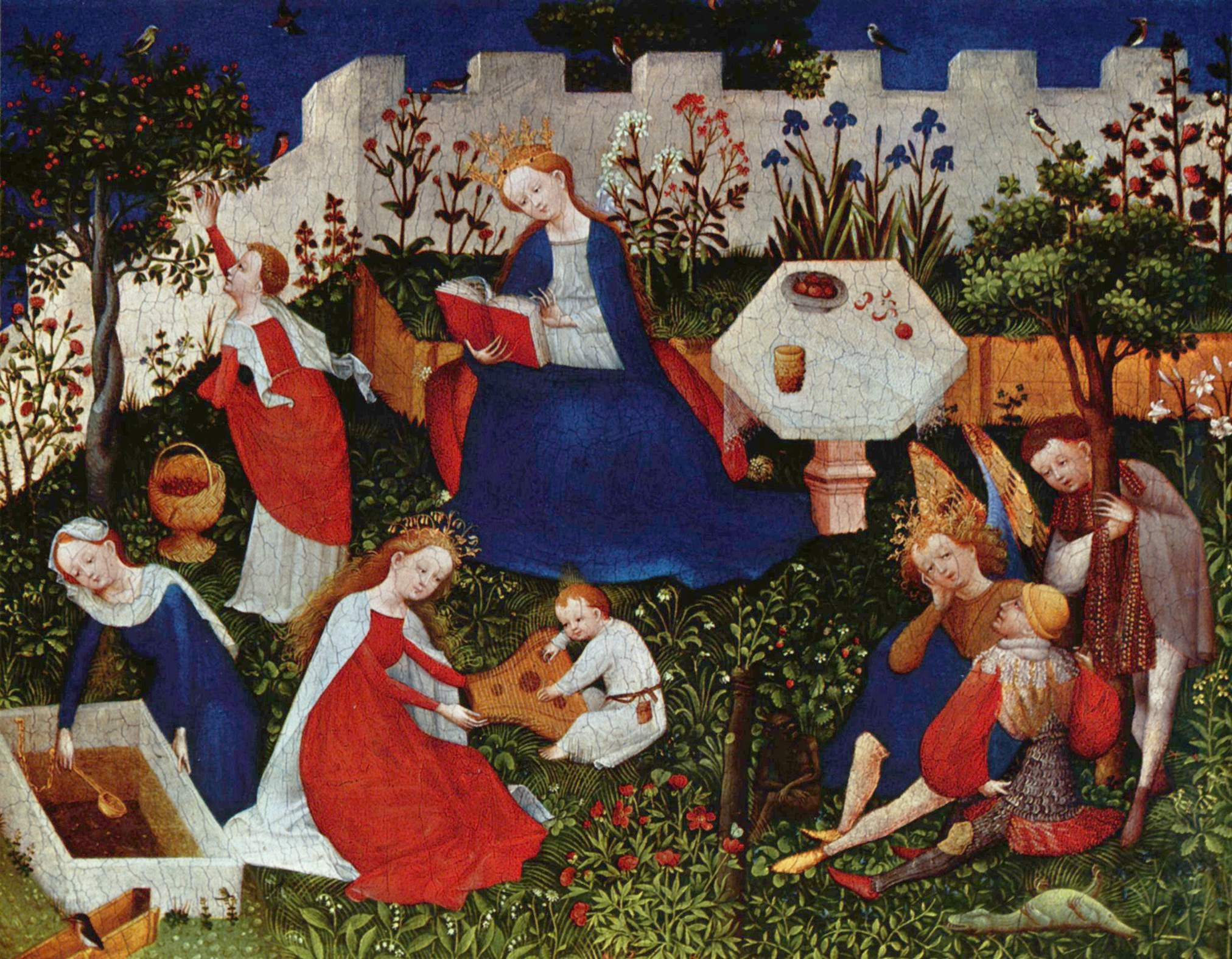
Maître rhénan (strasbourgeois?), Le Jardin de Paradis, vers 1410-1420, Städelsches Kunstinstitut
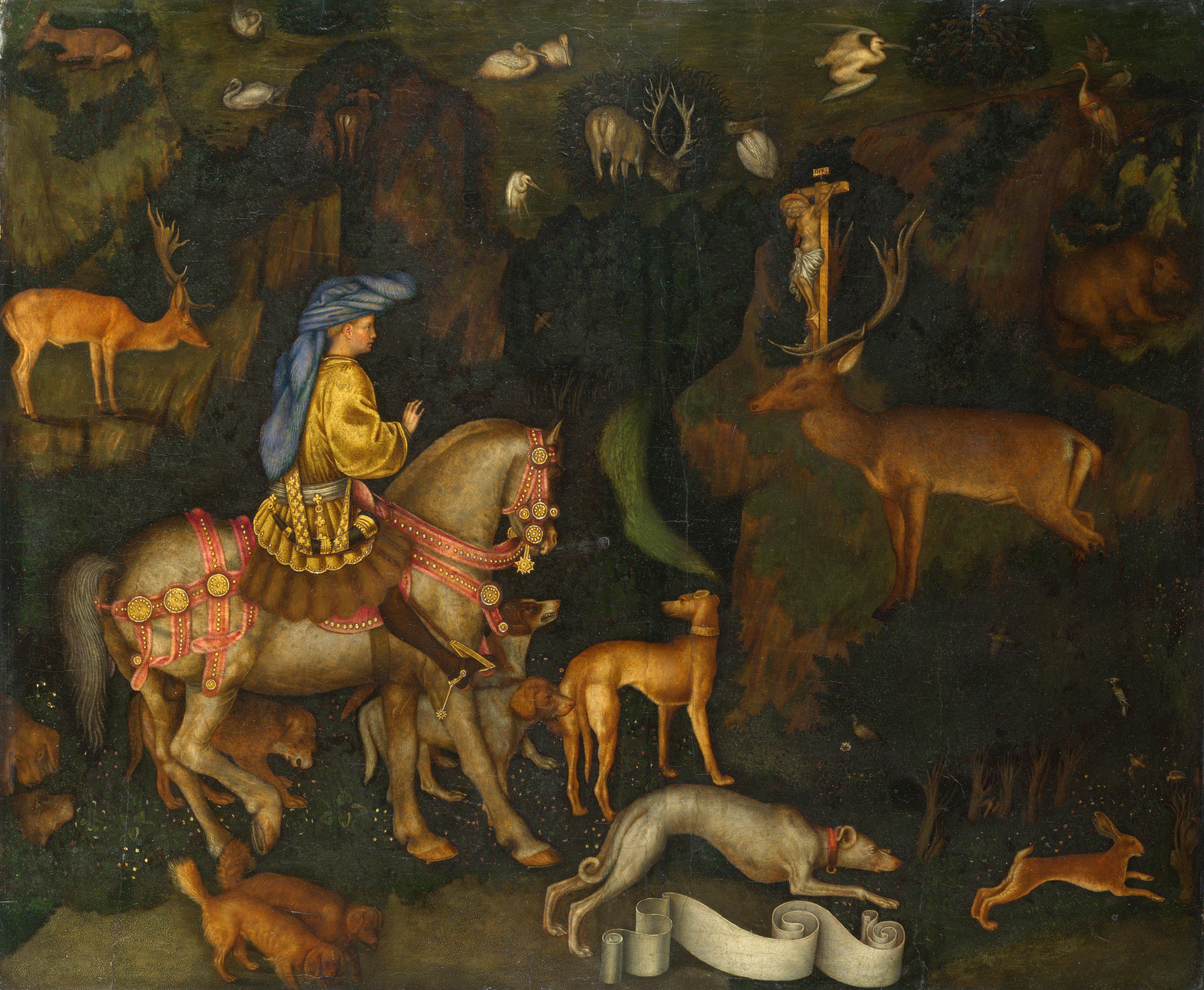
Pisanello, La Vision de saint Eustache, 1436-1438, National Gallery, Londres
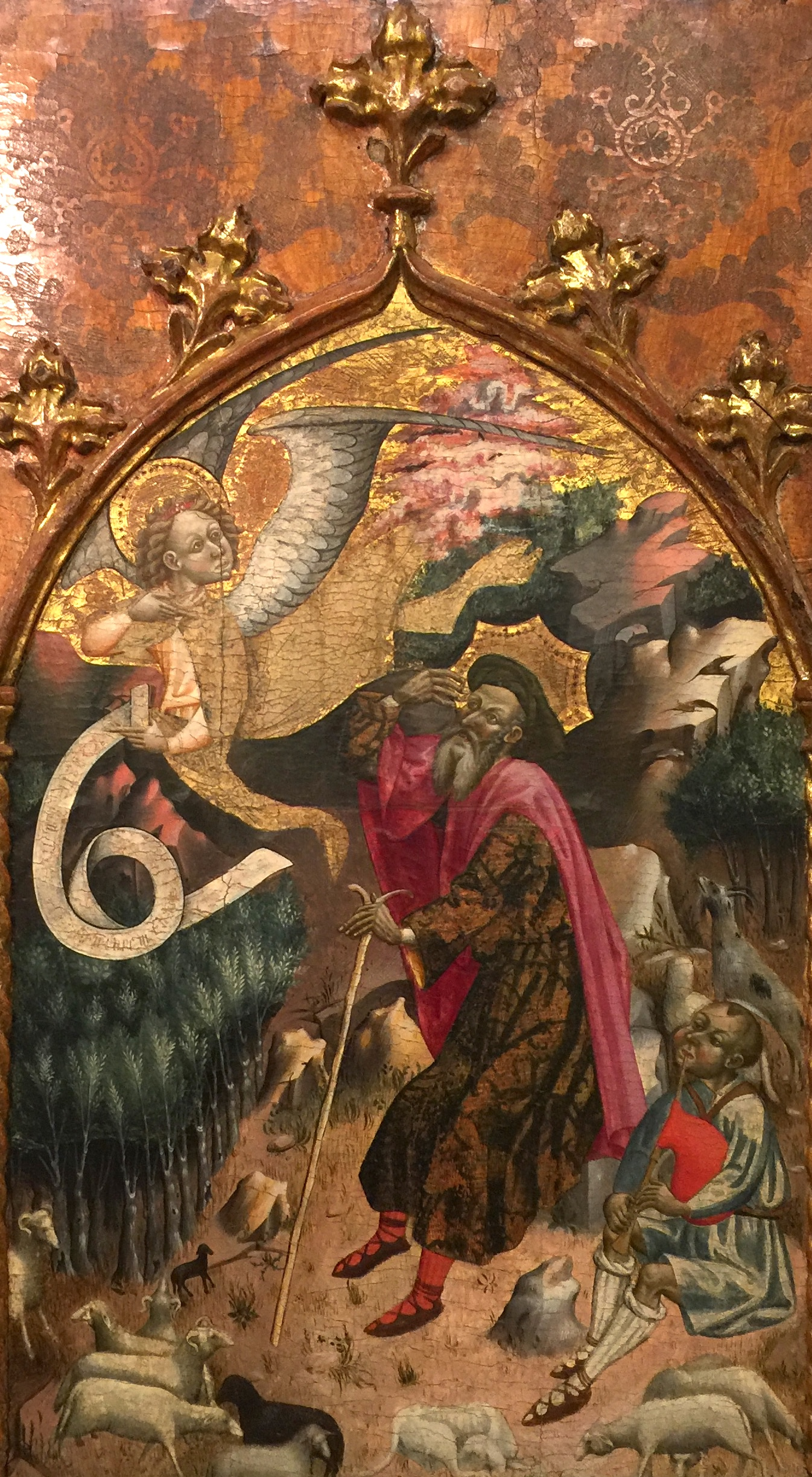
Martin Torner. Les tailles signalent le statut symbolique.

#### Un pendant «nocturne»
En parallèle à l'idéalisation et au raffinement courtois coexiste une tendance significative à un style beaucoup plus expressif s'attachant à une représentation crue et violente de la mort, à une époque encore marquée par le souvenir de la Grande peste qui ravagea l'Europe du milieu du XIVe siècle, et qui s'exprime également dans le motif de la danse macabre, qui apparaît vers 1400. Certaines scènes de martyres n'épargnent plus la vision sanguinolente des plaies, ni la mélancolie se dégageant du corps souffrant, ou sans vie, comme dans les deux versions du Cristo dolente de Maître Francke (vers 1430), ou la Grande Pietà ronde de Jean Malouel (vers 1400).
Les représentations de cadavres dépassent également les seules scènes sacrées, ainsi le monument funéraire du cardinal Jean de La Grange (1403), premier exemple du thème du transi qui va ensuite se propager dans toute l'Europe — et que l'on peut rapprocher d'une miniature des Grandes heures de Rohan (vers 1430) figurant de La Mort devant son juge.

Représentations de la souffrance et de la mort
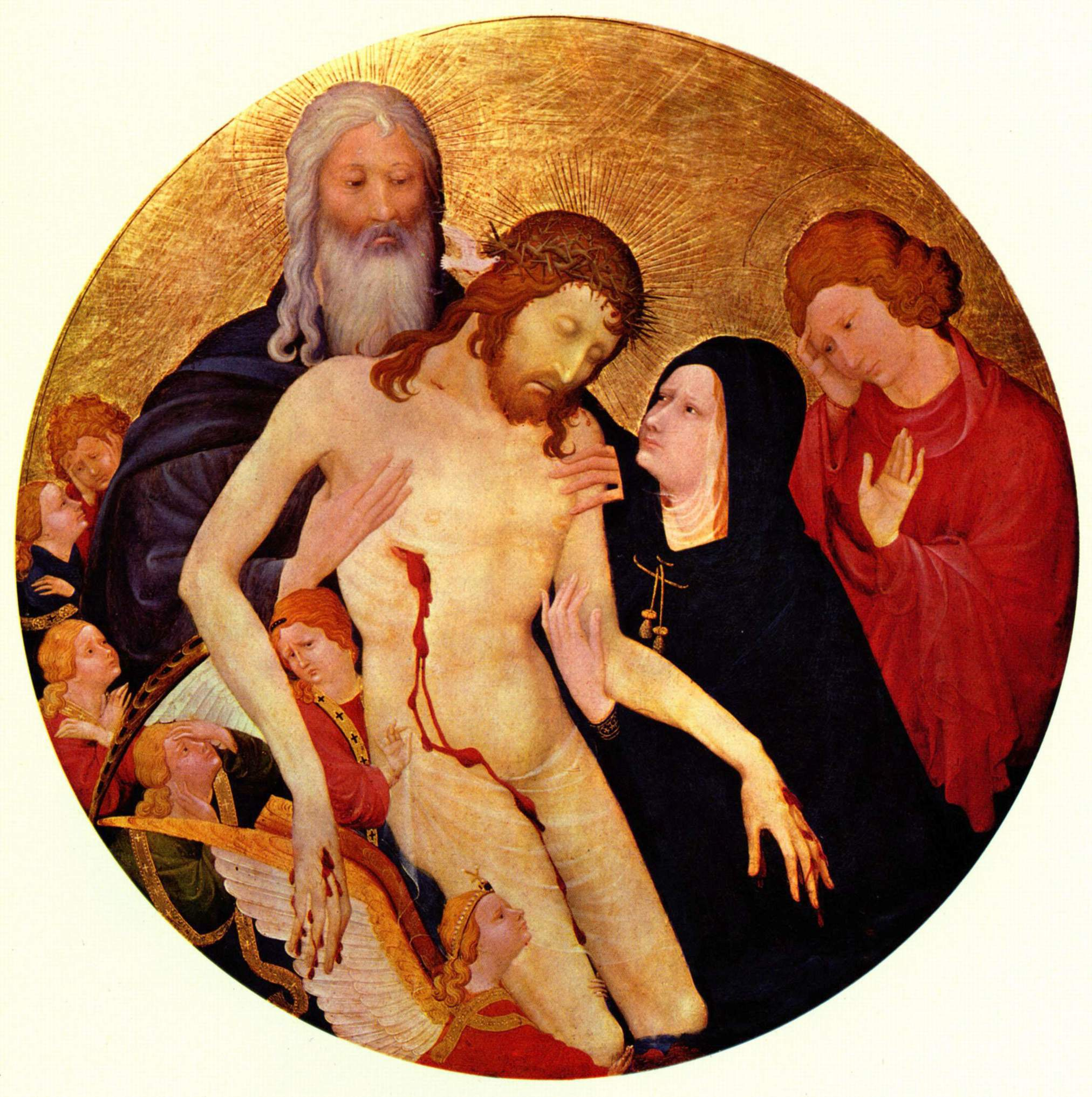
Jean Malouel, Grande Pietà ronde, vers 1400, Musée du Louvre, Paris
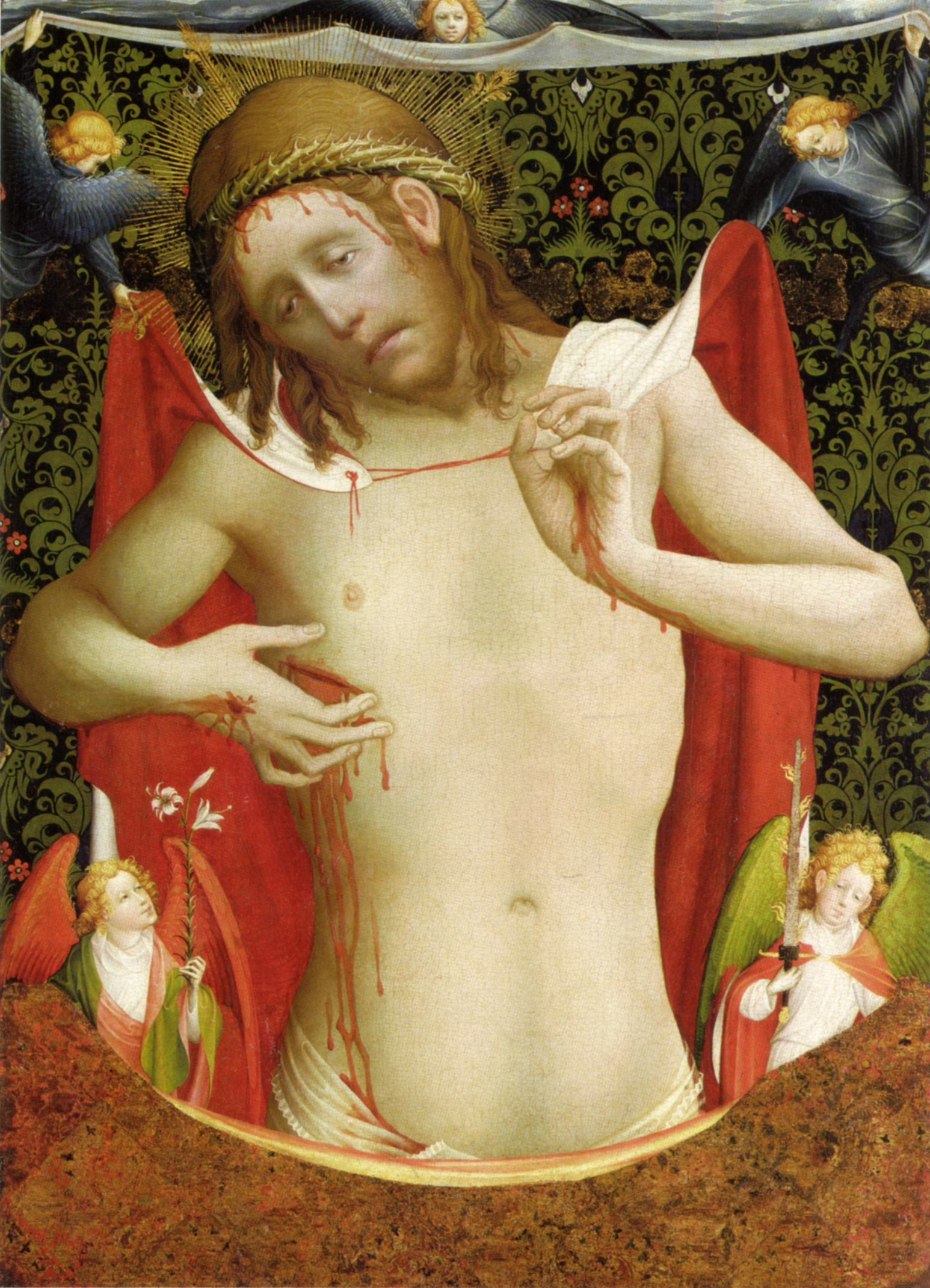
Maître Francke, Cristo dolente, vers 1435, Kunsthalle de Hambourg
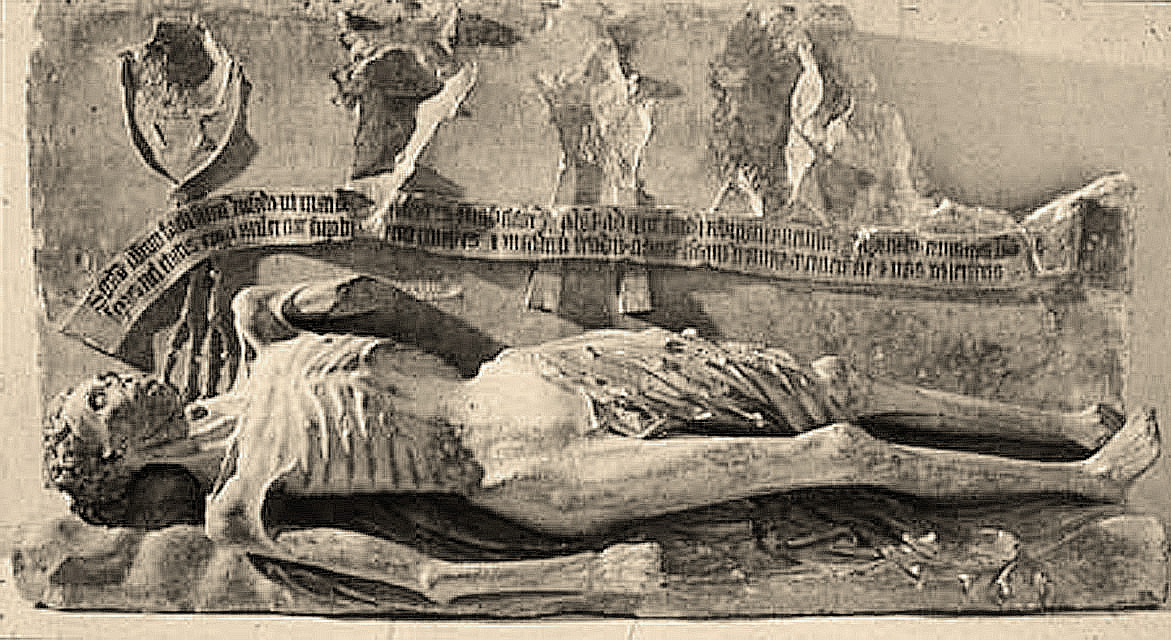
Transi du cardinal Jean de La Grange, 1403, Musée du Petit Palais, Avignon
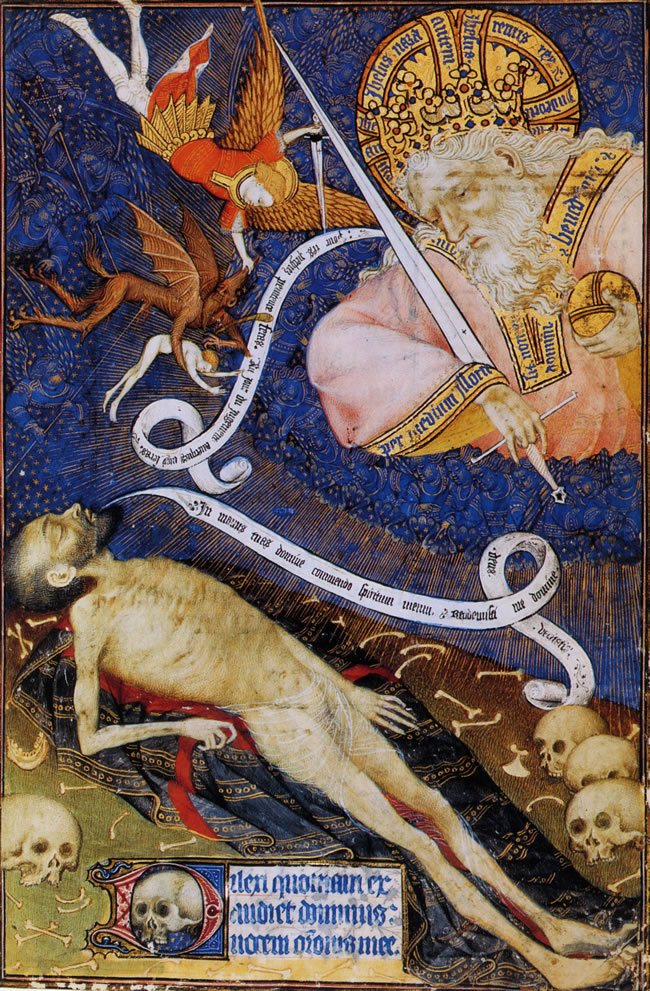
Maître de Rohan, Les Grandes Heures de Rohan, La Mort devant son juge, 1430, BNF.

### Fin du mouvement international
La révélation de L'Adoration des Mages de Gentile da Fabriano à Florence en 1423, « point culminant de la peinture du gothique international » fut suivie, trois ans après, par celle de la fresque monumentale de la Chapelle Brancacci, réalisée par Masolino da Panicale et Masaccio, et considérée comme la percée d'un style nouveau qui allait se déployer au cours du XVe siècle. De même, au chef-d'œuvre des frères de Limbourg, Les Très Riches Heures du duc de Berry succéda le manuscrit des Heures de Turin-Milan, forme achevée de l'ouvrage commencé quelques années auparavant par le Maître du Parement de Narbonne pour le duc de Berry, et qui, en dépit de son cadre gothique, inaugurait un nouveau style de peinture grâce à la main de Jan van Eyck et de son atelier. Dans le domaine de la sculpture, ce sont les statues bourguignonnes pleines de vie et de monumentalité que Claus Sluter réalise pour la chartreuse de Champmol qui marquent une rupture définitive avec le style international, conduisant à l'art de la Renaissance.
Si le style cosmopolite du gothique international perdure ponctuellement dans des régions éloignées des cours et des principaux foyers artistiques, il s'éteint cependant rapidement après la seconde moitié du XVe siècle pour laisser la place à des inspirations à nouveau nettement divergentes entre l'Italie et l'Europe au nord des Alpes.

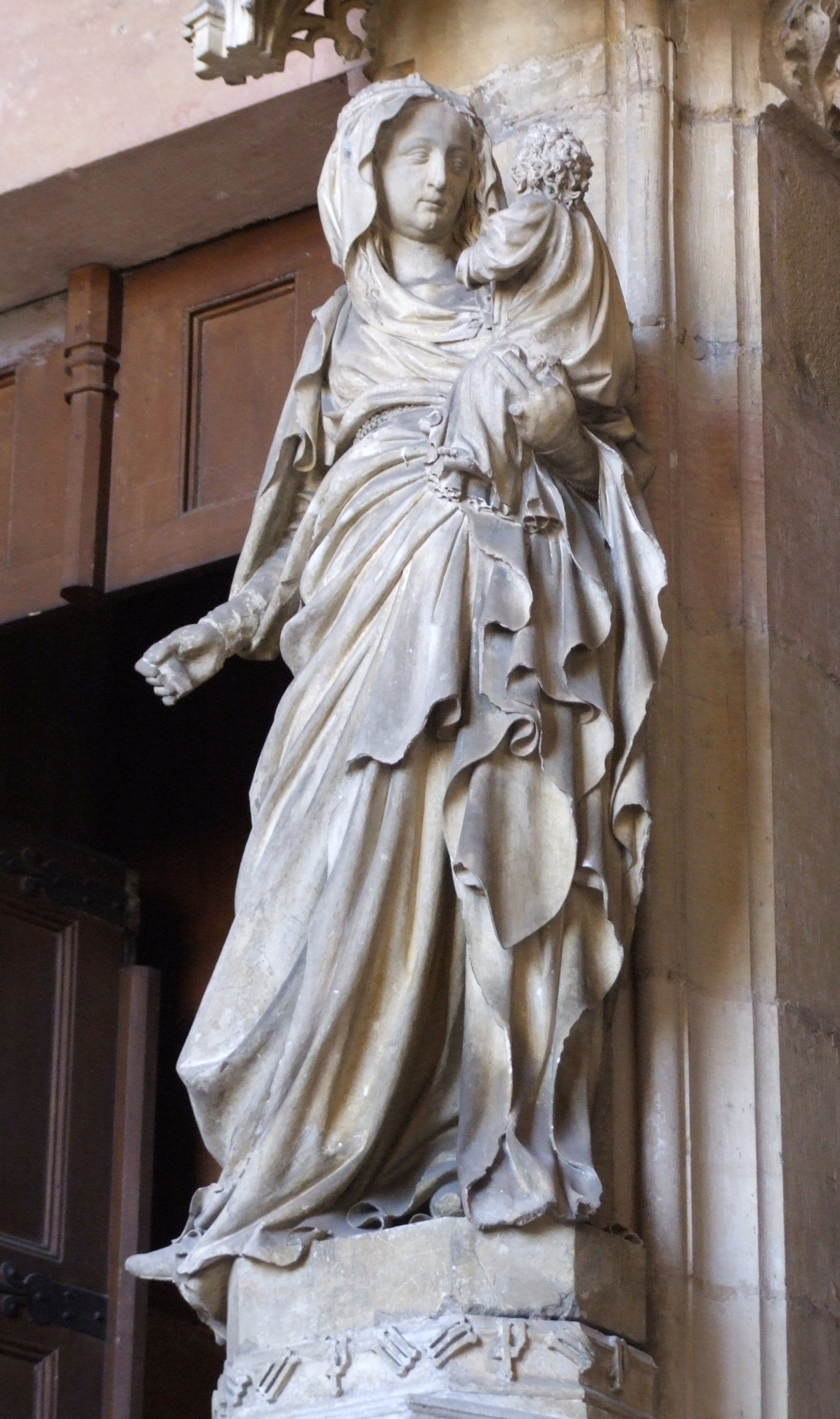
Claus Sluter, Vierge à l'enfant, trumeau de la Chartreuse de Champmol, 1393
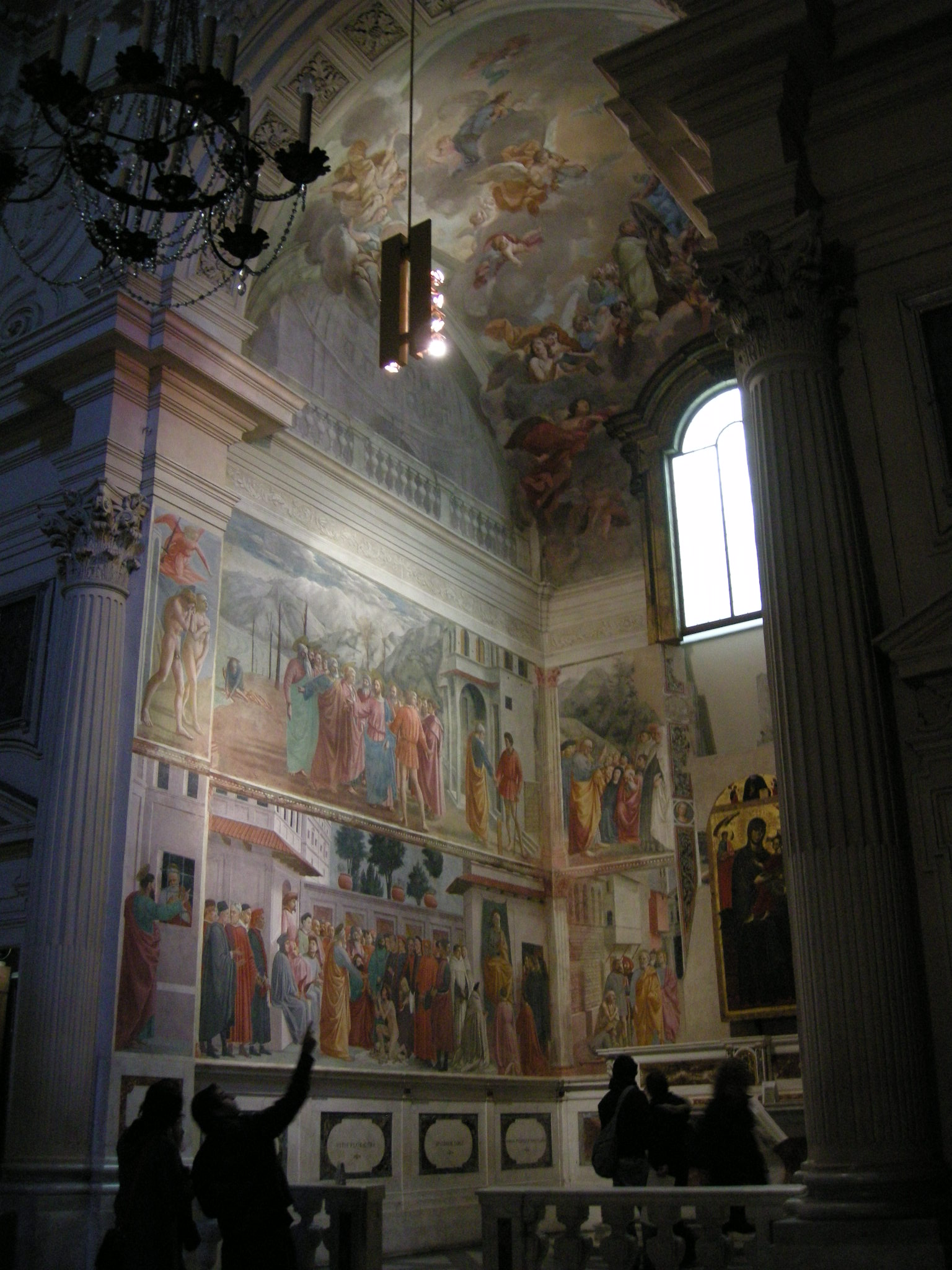
Masolino da Panicale et Masaccio, fresques de la chapelle Brancacci, Florence
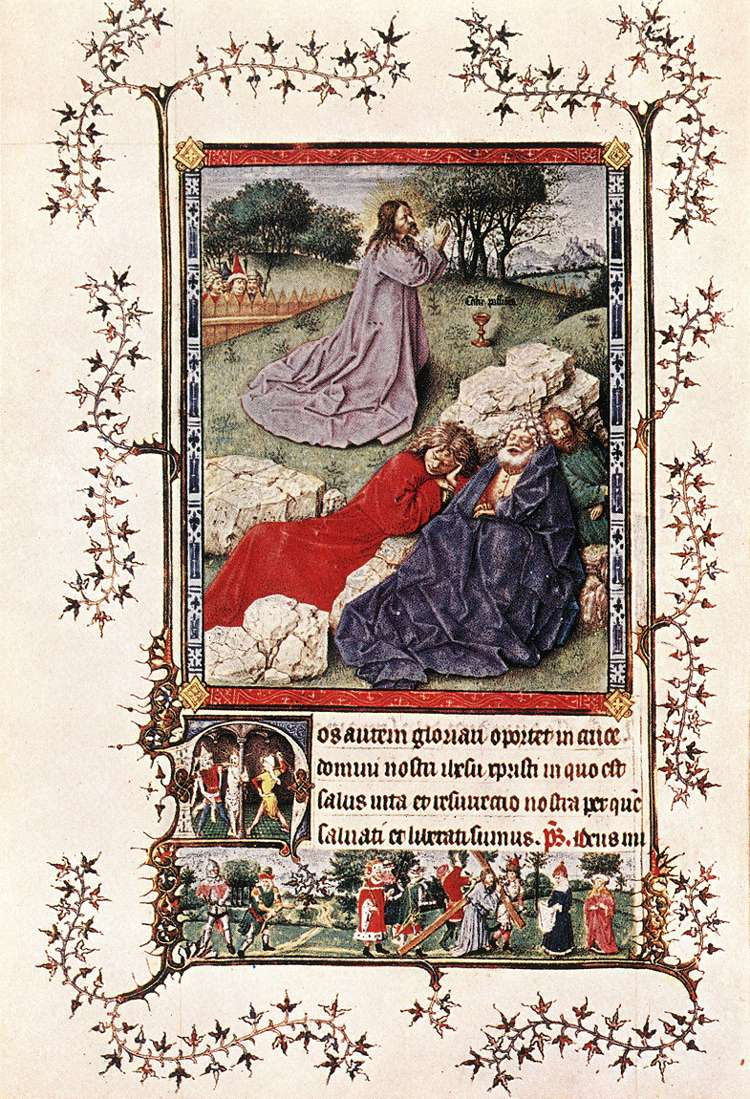
Atelier des frères van Eyck, Heures de Milan-Turin, f.30v, Le Christ au Mont des Oliviers, vers 1430, Turin

## Artistes représentatifs du gothique international
Liste géographique et chronologique : 

### France
- André Beauneveu, 1335–1401, peintre et sculpteur français
- Jean de Beaumetz, vers 1335(?)-1396, peintre français
- Jacques de Baerze, ?-après 1399, sculpteur flamand
- Jacquemart de Hesdin, 1350–1410, enlumineur français
- Jean Malouel, 1365–1415, peintre néerlandais
- Hermann, Jean et Pol de Limbourg, vers 1380-1416, enlumineurs néerlandais
- Henri Bellechose, 1415–1440, peintre flamand
- Melchior Broederlam, 1355–1411, peintre flamand
- Maître de Boucicaut, actif entre 1405 et 1420, enlumineur français ou flamand
- Maître de Bedford, actif dans la première moitié du XVe siècle, enlumineur français
- Maître de Rohan, actif entre 1410 et 1435, enlumineur français
- Hennequin de Bruges (appelé aussi Jean de Bondol), vers 1340-vers 1400, peintre flamand
- Maître du Parement de Narbonne, actif entre 1356 et 1408, peintre et enlumineur français

### Saint-Empire romain germanique
- Maître Théodoric, mentionné de 1348 à 1368, peintre actif à la cour de Prague
- Maître de la Madone de Glatz, vers 1350, peintre de Bohême
- Maître du cycle de Vyšší Brod, actif vers 1350-1360, peintre de Bohême
- Peter Parler, 1330–1399, sculpteur allemand
- Maître de Třeboň, seconde moitié du XIVe siècle, peintre de Bohême
- Maître Bertram, fin du XIVe siècle, peintre actif à Hambourg
- Conrad von Soest, vers 1370-1422, peintre westphalien
- Maître de la Véronique, début du XVe siècle, peintre allemand actif à Cologne
- Maître Francke, premier tiers du XVe siècle, peintre actif à Hambourg
- Maître du Jardin de Paradis de Francfort, actif dans le premier quart du XVe siècle, peintre rhénan, actif à Strasbourg
- Maître du retable d'Ortenberg, premier tiers du XVe siècle, peintre allemand (Meister des Ortenberger Altars (de))
- Maître de Heiligenkreuz, première moitié du XVe siècle, peintre autrichien (Meister von Heiligenkreuz (de))

### Angleterre
- Maître du diptyque de Wilton, fin du XIVe siècle, peintre anglais ou français

### Péninsule ibérique
- Pere Serra (c. 1357-1406), Catalogne
- Llorenç Saragossà (c. 1363-1406), Valence
- Lluis Borrassà, 1360–1424, Barcelone
- Andreu Marçal de Sax, (c. 1370-1415), Valence
- Gonçal Peris Sarrià (c. 1360-1451), Valence
- Jaume Mateu (c. 1360-1452), Valence
- Pere Nicolau [c. 1365-1408), Valence
- Miquel Alcanyís (c. 1380-1447), Valence
- Ramon de Mur (1380-1436), Tarragone
- Bernat Martorell, vers 1390-1452, Barcelone
- Lluís Dalmau, vers 1400-1460, Valence et Barcelone
- Jaume Baçó Escrivà (1411-1461), Valence
- Joan Reixach (c. 1431-1482), Valence
- Martin Torner (c. 1480-1497), Valence

### Péninsule italienne
- Donato et Catarino, signent ensemble de 1367 à 1386[27]
- Giovanni da Milano, 1350–1369, peintre italien
- Lorenzo Veneziano, actif entre 1357 et 1372, peintre italien
- Lorenzo Monaco, vers 1370–vers 1425, peintre italien
- Gentile da Fabriano, 1370–1427, peintre italien des Marches
- Olivuccio da Ciccarello, 1365-1439, peintre italien des Marches
- Jacobello del Fiore, v. 1370 - v. 1439, peintre italien
- Stefano da Verona, 1375–1438, peintre italien
- Sassetta, 1392-1450 ou 1451, peintre italien
- Pisanello, vers 1395 - vers 1455, peintre italien

## Sources
- (en) Cet article est partiellement ou en totalité issu de l’article de Wikipédia en anglais intitulé « International Gothic » (voir la liste des auteurs).

- (it) Cet article est partiellement ou en totalité issu de l’article de Wikipédia en italien intitulé « Tardo gotico » (voir la liste des auteurs).